# Équipe d'Australie de cricket
Cet article concerne l'équipe nationale masculine. Pour l'équipe nationale féminine, voir Équipe d'Australie de cricket féminin.
L'équipe d’Australie de cricket représente l’Australie dans les compétitions internationales majeures, comme la Coupe du monde de cricket, et dans les trois principales formes de cricket international : le Test cricket, le One-day International (ODI) et le Twenty20 international.
Elle est sous le patronage de Cricket Australia, l'instance dirigeante du cricket en Australie. Elle est considérée comme l'une des meilleures sélections nationales au monde de par son palmarès et ses statistiques contre chacune des sélections qu'elle a affronté. Elle est la seule équipe nationale à avoir remporté six fois la Coupe du monde de cricket et la seule à l'avoir gagné trois fois consécutivement, soulevant le trophée en 1987, 1999, 2003, 2007, 2015 et 2023.
Elle a joué le premier test-match de l'histoire du cricket contre l'Angleterre en 1877 au Melbourne Cricket Ground (MCG) de Melbourne, et le premier One-day International (ODI) contre les mêmes adversaires en 1971. Elle rencontre régulièrement les autres nations du haut-niveau mondial au sein de séries de matchs, notamment les Ashes, disputées en moyenne tous les deux ans contre l'Angleterre, sa principale rivale.

## Historique

### Genèse et débuts (1868-1880)

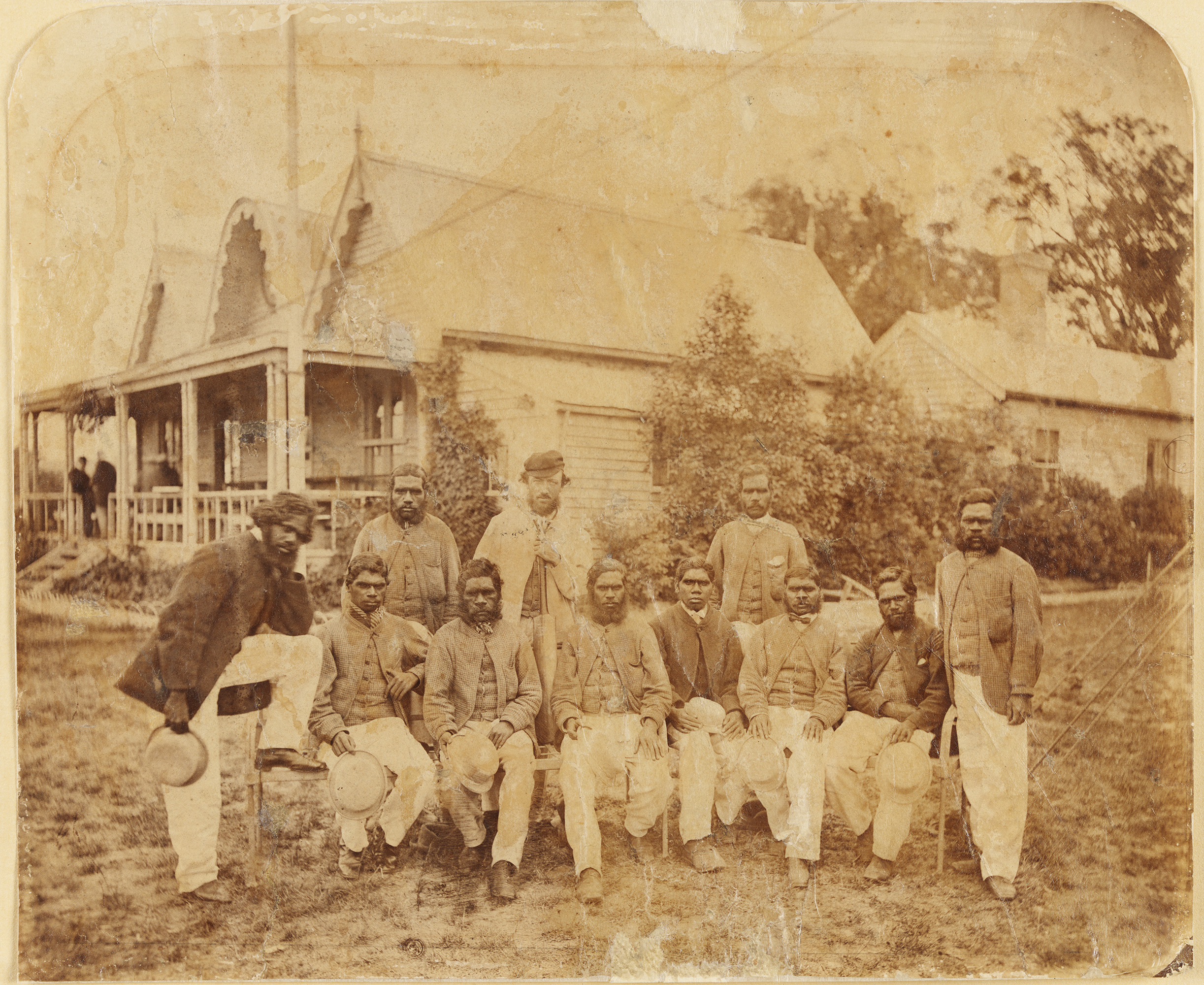
L'équipe aborigène au Melbourne Cricket Ground en 1867.

La première équipe australienne à effectuer une tournée à l'étranger est une sélection composée exclusivement de joueurs aborigènes en 1868. L'équipe remporte 14 des 47 matchs qu'elle dispute durant 5 mois, pour 14 défaites. Les joueurs distraient les foules par des démonstrations de lancer de boomerang et de lance, mais l'équipe perd un de ses membres, décédé de la tuberculose.

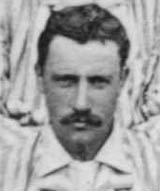
Charles Bannerman, principal animateur du premier test de l'histoire.

En 1877, une équipe de joueurs anglais emmenée par James Lillywhite effectue une tournée dans l'hémisphère sud. Composée uniquement de professionnels, elle met à l'écart les meilleurs amateurs, notamment W. G. Grace. Les Anglais jouent d'abord en Nouvelle-Zélande, où leur gardien de guichet est arrêté, puis se rendent en Australie. Le 15 mars débute au Melbourne Cricket Ground un match organisé sous le nom de All England v A Combined New South Wales and Victoria XI. L'équipe australienne est en effet composée de joueurs de Nouvelle-Galles du Sud et de Victoria. Ce match restera dans l'histoire comme étant le premier test du cricket. Charles Bannerman marque la première course et le premier century de l'histoire du Test cricket, mais également 67,35 % des courses de son équipe dans la première manche, un record qui tient toujours. Au bout de quatre jours, l'Australie remporte le match mais les Anglais prennent leur revanche deux semaines plus tard dans le deuxième test.
En 1878, les Australiens se rendent en Angleterre, sans y disputer de test-match. Ils remportent notamment un match contre le Marylebone Cricket Club, emmené par W. G. Grace, et disputent de nombreux matchs contre des équipes locales. Ils se rendent dans la foulée en Amérique du Nord et y disputent des matchs à Philadelphie, Toronto et Montréal, là encore contre des équipes locales. Fin 1879, les Anglais reviennent en Australie. Fred Spofforth s'illustre en prenant le premier hat-trick de l'histoire du test cricket, permettant aux australiens de remporter le premier match de la série. Le deuxième match est quant à lui annulé à cause d'une révolte des spectateurs à la suite d'une décision arbitrale qu'ils contestaient lors d'un match entre les Anglais et des joueurs de Nouvelle-Galles du Sud.

### Naissance des Ashes puis domination par les Anglais (1881-1896)

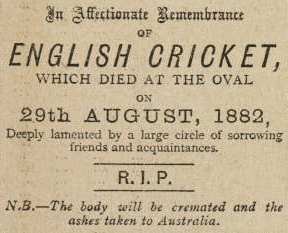
Le faire-part du décès du cricket anglais dans le Sporting Times donne naissance aux Ashes.

En 1882, les Australiens se rendent en Angleterre. Ils y disputent entre autres un test match contre la sélection anglaise, et gagnent, le 29 août, par 7 courses, grâce notamment au "Demon" Fred Spofforth qui élimine sept adversaires dans la deuxième manche. Le 2 novembre, le Sporting Times, journal sportif anglais, publie un faux faire-part de décès du cricket anglais, avec le texte suivant : «En souvenir affectueux du cricket anglais, qui est mort à The Oval le 29 août 1882, profondément pleuré par un large cercle d'amis et de connaissances chagrinés. Qu'il repose en paix. N.B. : Le corps sera incinéré et les cendres seront transportées en Australie.» . C'est la naissance de la légende des Ashes (littéralement, les cendres), compétition qui opposera désormais, tous les deux ans en moyenne, les Australiens aux Anglais. Les Australiens se rendent dans la foulée à Philadelphie pour y disputer un match contre une équipe locale.
Les Anglais prennent leur revanche dès la fin de l'année 1882 et début 1883, en remportant 2-1 leur série de trois tests contre les Australiens dans ce qui est devenu le trophée des Ashes. À cette occasion, un groupe d'Australiennes de Melbourne remet au capitaine anglais une urne contenant les cendres d'un morceau de wicket, ce qui deviendra le symbole de la compétition.
Pendant les années qui suivent, les Australiens sont dominés par les Anglais. De 1884 à 1896, ils perdent dix séries des Ashes pour une seule victoire, en 1891-92 à domicile, sous le capitanat de Jack Blackham. Les Anglais remportent ainsi, en comptant la tournée de 1882-83, les huit premières séries des Ashes.

### Toujours face aux Anglais, mais plus seulement (1897-1914)

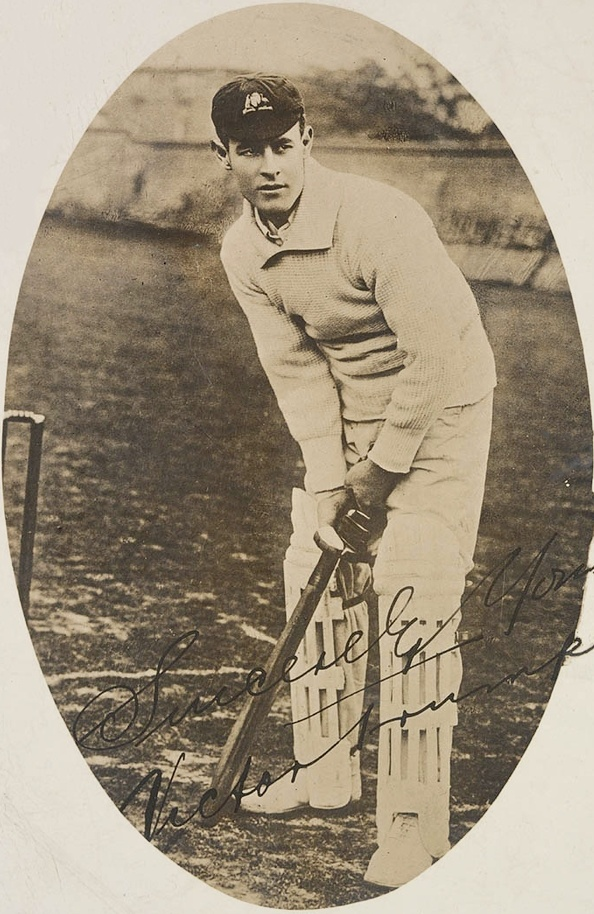
Le batteur Victor Trumper.

À partir de 1897 s'ouvre une période où l'Australie remporte de plus en plus de succès. Pour la première fois, les Australiens remportent face aux équipes d'Angleterre de cricket plusieurs séries des Ashes consécutives. De 1897-98 à 1902, les Australiens gagnent quatre fois le trophée, en particulier deux fois à domicile sur le score de quatre victoires à une. Durant la tournée de 1902 sur le sol anglais, Victor Trumper s'illustre en marquant un total de onze centuries contre l'équipe d'Angleterre et les équipes locales. Cette période est également marquée par des joueurs tels que Hugh Trumble, qui réussit un hat-trick face aux Anglais le 4 janvier 1902, Monty Noble, Clem Hill ou encore Warwick Armstrong.
Fin 1902 a lieu la première tournée des Australiens en Afrique du Sud. L'équipe sud-africaine a obtenu le statut de test en 1899. Les Australiens remportent la série de trois matchs 2-0. Le 8 mars 1904, Hugh Trumble devient le premier joueur à avoir réussi deux hat-tricks en test cricket, toujours face aux Anglais, dans le dernier test des Ashes. Cette année-là, les Anglais gagnent le trophée 3-2.
Début 1905, les Australiens effectuent leur première tournée en Nouvelle-Zélande, pour y rencontrer l'équipe de Nouvelle-Zélande, qui n'a pas encore le statut de test, et des équipes locales. Ils y disputent quatre matchs de first-class cricket. Ils sont ensuite à nouveau défaits par les Anglais lors des Ashes. Ils récupéreront le trophée en 1907-08 et le conserveront l'année suivante. En 1909, l'Australie fait partie, avec l'Angleterre et l'Afrique du Sud, des trois membres inauguraux de la fédération internationale de cricket, l'Imperial Cricket Conference. En 1909-10, les Australiens effectuent une nouvelle tournée au chez le voisin néo-zélandais, toujours pour une série de matchs de first-class cricket, puis accueillent et battent les Sud-Africains 4-1 fin 1910-début 1911.

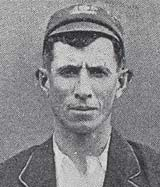
Jimmy Matthews s'est illustré durant le Triangular Tournament.

Les Anglais récupèrent les Ashes en 1911-12 dans l'hémisphère sud par 4-1. Lors du choix de la sélection avant le quatrième test, une violente dispute éclate entre le chairman of selectors (le sélectionneur principal), Peter McAlister, et le capitaine Clem Hill, le premier désirant ne plus sélectionner le second. Le ton monte entre les deux hommes et, malgré une bagarre de vingt minutes au cours de laquelle le joueur est tout près de faire passer le sélectionneur par la fenêtre, Clem Hill est maintenu en tant que capitaine et joue les deux derniers matchs de la série.
Derrière cette animosité se cache en fait un autre problème : les joueurs ne sont pas d'accord avec l'Australian Board of Control sur le choix du manager pour la tournée suivante, un rôle important puisque le manager décide alors des montants des primes. Rejetant le choix de leur fédération, Hill, Armstrong, Trumper, Tibby Cotter, Hanson Carter et Vernon Ransford refusent de partir en tournée en Angleterre en 1912.
Cette tournée est une nouveauté : Sud-Africains et Australiens se rejoignent sur le sol anglais pour y disputer, avec la sélection locale, le premier tournoi de cricket, le Triangular Tournament. Les Ashes de cette année-là sont incluses dans ce tournoi, au cours duquel chaque équipe rencontre chacun de ses adversaires trois fois. Le Triangular Tournament, l'une des rares séries de l'histoire à s'être disputée entre plus de deux équipes, est marqué, entre autres, par la performance de Jimmy Matthews, qui effectue la performance unique de réaliser deux hat-tricks au cours du même match, le 28 mai contre l'Afrique du Sud. L'Angleterre remporte le tournoi et les Ashes dans ce qui seront les dernières rencontres entre les deux équipes avant la Première Guerre mondiale. Après une tournée en Amérique du Nord la même année, puis une autre en 1913, au cours de laquelle les Australiens rencontrent notamment une sélection composée de joueurs canadiens et américains, l'équipe d'Australie effectue une dernière tournée avant-guerre en Nouvelle-Zélande en 1914.

### L'après-guerre

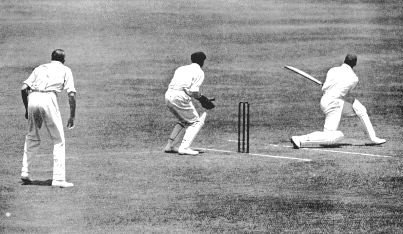
Ashes de 1924-25.

Le 17 décembre 1920 débutent les Ashes de 1920-21, en Australie. C'est la première série de test cricket de l'après-Première Guerre mondiale. L'équipe australienne, emmenée par son capitaine Warwick Armstrong et par Charlie Macartney, est la première à gagner tous les matchs de cette série, performance qui ne sera rééditée qu'en 2006-2007. Cette équipe enchaîne même une série record de huit victoires consécutives dans la compétition, en remportant les trois premiers matchs de la série suivante, jouée sur le sol anglais en 1921, toujours avec Armstrong à sa tête. Les Australiens conservent les Ashes par 3-0 dans une série de cinq matchs, puis remporte une série de trois matchs en Afrique du Sud par une victoire à zéro.
En 1924-1925, les Ashes ont à nouveau lieu en Australie. Là encore, les Australiens gagnent la série facilement, par 4 victoires à 1. Les Anglais mettent fin à la domination australienne sur la compétition en prenant leur revanche 1-0 en 1926, et conservent le titre en 1928-1929 en écrasant les australiens 4-1.

### Les années Bradman,Bodylineet les Invincibles (1930-1948)
En 1930, les Ashes changent à nouveau de main. L'Australie de Bill Woodfull, Bill Ponsford, Clarrie Grimmett et Stan McCabe vient à bout des Anglais par deux victoires à une. Mais la compétition est surtout éclaboussée par la performance du jeune Donald Bradman, qui marque 936 courses à la moyenne de 139,14 par manche. Il marque en particulier 306 courses rien que durant le premier jour du troisième test, et son total de courses est encore à ce jour le total le plus élevé pour un joueur dans une seule série de tests.
Fin 1930 et début de 1931, les Australiens rencontrent pour la première fois la sélection des Indes occidentales, qui a joué son premier test deux ans plus tôt, et remporte la série de cinq tests 4-1 à domicile. Puis l'Australie réussie à gagner tous les matchs d'une série de cinq tests pour la deuxième fois de son histoire en battant, toujours à domicile, face à l'Afrique du Sud en 1931.

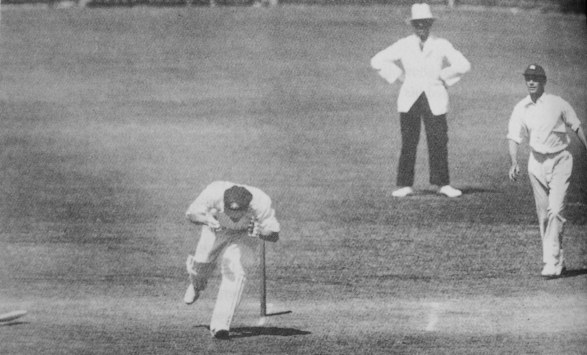
Bert Oldfield, la machoîre fracturée durant la « bataille d'Adélaïde »

Lors des Ashes en 1932-33, les Anglais utilisent une tactique initiée par leur capitaine Douglas Jardine : Bodyline. Elle consiste entre autres à viser délibérément le corps de l'adversaire. Un positionnement optimal des fielders permet d'attraper facilement la balle, mal maîtrisée par le batteur qui cherche avant tout à se protéger. Les risques de blessures sont grands pour les batteurs et le malaise monte parmi les australiens. Lors du troisième test, à l'Adelaide Oval, Bill Woodfull est blessé par un lancer d'Harold Larwood. La disposition des Anglais n'est pas celle de Bodyline mais elle l'est pour le lancer suivant, ce qui déclenche la colère du public. Deux jours plus tard, Bert Oldfield a la mâchoire fracturée. Il reconnaîtra être responsable de sa blessure, mais la police doit s'interposer pour protéger les Anglais de la colère du public. L'Australian Cricket Board accuse les Anglais de conduite « antisportive » dans un câble au envoyé au Marylebone Cricket Club (MCC), qui demande que l'accusation soit retirée. Par crainte de la crise diplomatique et de l'impact économique que risquent d'engendrer cette situation, le premier ministre australien Joseph Lyons intervient. L'ACB retire son accusation, et la série de continue. Les Anglais remportent la série 4-1, mais les règles du cricket seront par la suite modifiées pour protéger les batteurs.
Les Australiens prennent leur revanche sur les Anglais en allant les battre 2-1 sur leur sol en 1934 puis, fin 1935 et début 1936, vont battre les Sud-Africains chez eux 4-0, avec notamment 44 wickets de Clarrie Grimmett. Les Australiens réussissent à conserver les Ashes jusqu'à la fin de la décennie : en 1936-37, ils perdent lourdement les deux premiers matchs mais renversent la vapeur en remportant les trois tests qui suivent. C'est la première fois de l'histoire du cricket qu'une équipe retourne ainsi la situation. Deux ans plus tard, en 1938, le résultat nul de la série, 1-1, assure à l'Australie de conserver le trophée. Ces tests seront les derniers joués par l'Australie avant la Seconde Guerre mondiale.

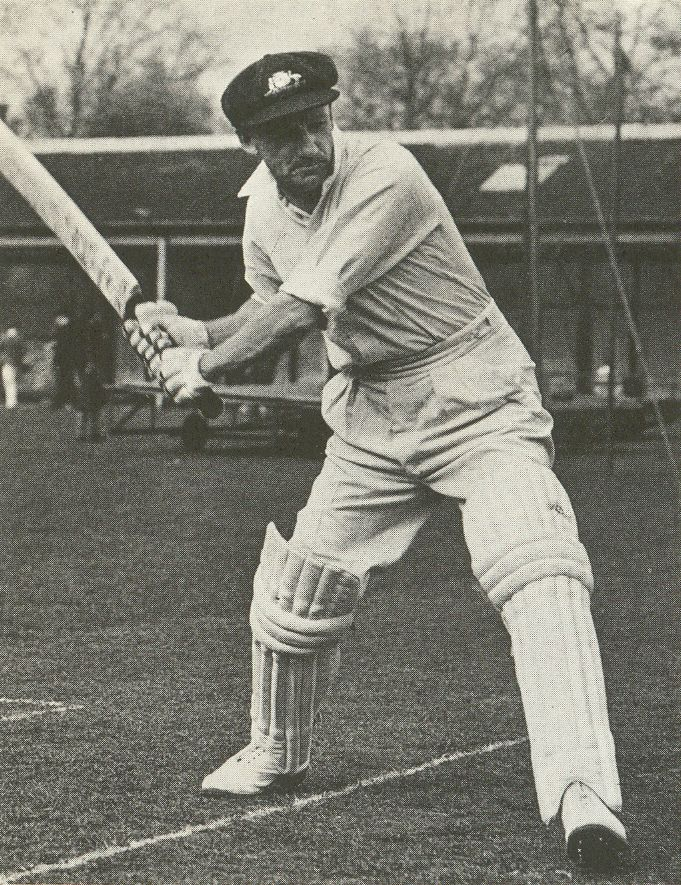
Donald Bradman

En raison de la Seconde Guerre mondiale, peu de matchs se sont joués dans les années 1940. Mais l'après-guerre est une période faste pour l'Australie. Celle-ci remporte 13 des 17 matchs qu'elle joue entre 1946 et 1949 contre la Nouvelle-Zélande, l'Angleterre, l'Inde et l'Afrique du Sud, sans en perdre un seul.
Début 1946, l'Australie conserve les Ashes face à l'Angleterre par trois victoires à zéro pour deux draws. En 1947-48, l'Inde dispute sa première tournée internationale après son indépendance en Australie et est battue 4-0. Deux des matchs de ces séries sont à l'époque l'occasion des deux plus larges victoires des australiens par au moins une manche d'écart : les Anglais sont battus le 4 décembre 1946 par une manche et 332 courses, et les Indiens sont défaits un an plus tard jour pour jour par une manche et 226 courses.
Les Australiens, emmenés par leur capitaine Donald Bradman, mais également par Lindsay Hassett, Neil Harvey, Don Tallon ou encore Arthur Morris, restent dans l'histoire du cricket comme étant The Invincibles (Les Invincibles) après leur tournée de 1948 en Angleterre. À cette occasion, ils jouent 32 matchs dont 5 tests et de nombreuses rencontres contre les équipes de cricket first-class anglaises. L'équipe n'est jamais défaite et remporte les Ashes par 4 victoires à 0. Le dernier test de cette série est également le dernier match international de Donald Bradman, qui met un terme à une carrière internationale entamée en 1928. N'ayant besoin de marquer que quatre courses dans la dernière manche qu'il joue pour atteindre la moyenne de cent courses par manche, il n'en marque aucun. Il porte toutefois le record de la moyenne la plus élevée, qu'il détient encore largement aujourd'hui, à 99,94.
Sans Bradman, les Australiens disputent cinq tests en Afrique du Sud de décembre 1949 à janvier 1950 et remporte la série 4-0, avec là encore une très large victoire, le 6 mars 1950, par une manche et 259 courses.

### Des sommets aux incertitudes (1950-1975)

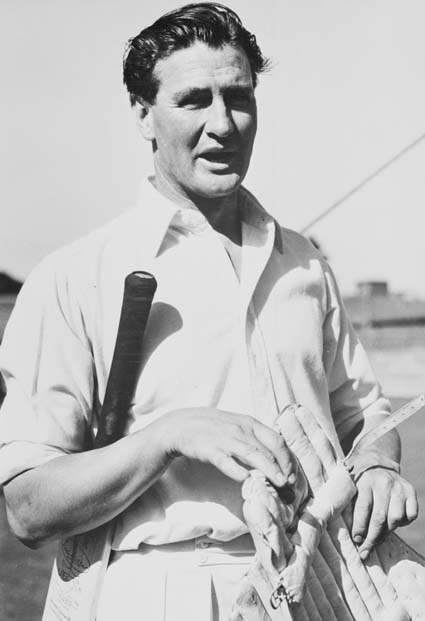
Keith Miller, joueur majeur des années 1940 et 1950.

L'Australie conserve facilement les Ashes en 1950-51 en dominant l'Angleterre par 4 victoires à 1. De fin 1951 à début 1952, les Indes occidentales sont battues sur le même score lors de leur deuxième visite sur le sol australien, 21 ans après la première.
Les Ashes de 1970-71, en Australie, débutent par deux draws. Le troisième match, prévu au Melbourne Cricket Ground, est abandonné à cause de la pluie sans même avoir commencé, trois jours après la date prévue pour son début. Un nouveau test est ajouté à la série, mais surtout, pour satisfaire le public de Melbourne, un match à nombre d'overs limités est organisé le 5 janvier. Le format est utilisé depuis 1963 en Angleterre dans la Gillette Cup. 46 000 spectateurs assistent à la victoire australienne dans ce qui est le premier One-day International de l'histoire du cricket, pour une recette de près de 34 000 dollars australiens. L'Angleterre remporte finalement les Ashes par 2 victoires à 0.

### Années noires et équipes rebelles (1976-1987)
En 1976, le magnat des médias Kerry Packer propose un demi-million de dollars australiens par an pour que sa chaîne de télévision, Nine Network, puisse téléviser les matchs de l'équipe d'Australie et ceux de first-class cricket australiens. L'Australian Cricket Board (ACB) rejette sa proposition et renouvelle le contrat de l'Australian Broadcasting Commission (ABC) pour une somme bien moins élevée. Cet événement va mettre le feu aux poudres et, indirectement, révolutionner le cricket mondial.
En 1977, les Australiens perdent les Ashes face aux Anglais, qui voient l'émergence de Ian Botham. Dans le même temps, Packer pose les bases d'une compétition officieuse : la World Series Cricket (WSC), qui sera disputée entre une équipe de joueurs australiens, une équipe de joueurs des Indes occidentales et une équipe de joueurs de "reste du monde". Début 1977, il commence à recruter des joueurs de niveau mondial tels que Viv Richards, et notamment de nombreux internationaux australiens au nombre desquels Ian et Greg Chappell, Dennis Lillee, Rod Marsh ou encore Len Pascoe, ce qui va affaiblir l'équipe d'Australie, pour laquelle ces joueurs ne peuvent plus être sélectionnés. L'Australian Cricket Board est obligée de sortir Bob Simpson de sa retraite, dix ans après avoir arrêté le cricket de haut niveau. Le 2 décembre débute le premier match de la WSC, un SuperTest entre des joueurs australiens et des joueurs des Indes occidentales. Dans le même temps, la sélection australienne joue un test match contre l'Inde. L'affluence des matchs marque l'échec relatif de Packer : tandis que 12 000 spectateurs assistent au match officiel au Brisbane Cricket Ground, seulement 500 personnes se sont déplacées pour le SuperTest dans un stade pouvant en accueillir 80 000. L'Australie remporte d'ailleurs sa série contre l'Inde 3-2 au terme d'un dernier test gagné le 3 février 1978.
La WSC va progressivement trouver son public et innove peu à peu, en introduisant notamment les matchs joués en soirée (les matchs day/night), en mettant l'accent sur des matchs de One-day cricket, et en choisissant des maillots colorés. Le 28 novembre 1978, 50 000 spectateurs assistent au match de la WSC entre les Australiens et les joueurs des Indes occidentales. Dans le même temps, l'Australie souffre de l'absence de ses internationaux : elle perd successivement lors du Frank Worrell Trophy contre les Indes occidentales 2-3, puis chute lourdement lors des Ashes de 1978-1979 sur le score de 1-5.

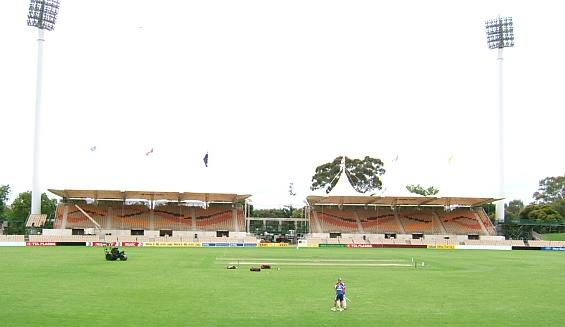
Tribunes de l'Adelaide Oval nommées en l'honneur des anciens capitaines australiens Ian et Greg Chappell

La hache de guerre entre Packer et l'ACB est enterrée le 24 avril 1979 lorsque cette dernière, en difficulté financière, signe un contrat de trois ans avec Nine Network. L'Australie partira tout de même à la Coupe du monde de 1979 sans les joueurs de la WSC et avec des joueurs quasi inconnus. C'est donc logiquement que l'Australie est éliminée en phase de poules après des défaites contre l'Angleterre et le Pakistan. Toujours sans les joueurs de la WSC, l'Australie est défaite 2-0 lors d'une série de six tests en Inde. Les anciens internationaux partis en WSC ne retrouvent la sélection que le 1er décembre 1979 contre les Indes occidentales, ce qui n'empêche pas les Australiens de perdre le Frank Worrell Trophy 2-0. L'ACB crée en 1979 la World Series Cup, qui reprend les innovations de la World Series Cricket et oppose trois sélections, dont l'Australie, dans une série d'ODI. Les Australiens finissent derniers de la compétition, derrière les Indes occidentales et l'Angleterre. Suivent en 1980 une défaite 1-0 dans une série de trois tests joués au Pakistan, puis une victoire 2-0 dans une série de tests contre les Néo-Zélandais.
Le 1er février 1981 a lieu un incident qui marque l'histoire du cricket et provoque un certain scandale. Pour éviter que la Nouvelle-Zélande ne marque les six courses qui lui manquent pour égaler le score australien sur la dernière balle du match, Greg Chappell, alors capitaine, demande à son frère Trevor, en position de lanceur, de faire rouler la balle sur le pitch plutôt que de la lancer, ce dont il s'exécute. Brian McKechnie, le batteur, ne peut dès lors pas espérer envoyer la balle dans les tribunes et marquer les six courses dont il a besoin pour égaler le score australien. L'incident provoque des réactions de toute part, et notamment politiques : le premier ministre néo-zélandais Robert Muldoon parle d'« acte de lâcheté », tandis que son homologue australien Malcolm Fraser qualifie le geste de Chappell de « contraire aux traditions du sport ».
Quelques mois plus tard, l'Angleterre, menée par un Ian Botham brillant, conserve les Ashes en battant les Australiens 3-1, malgré les 42 wickets de Terry Alderman. L'Australie s'imposent ensuite 2-1 à domicile face au Pakistan. Les 30 décembre, les Australiens mettent fin à une série de 15 victoires consécutives des Indes occidentales en Test cricket et réussissent dans la foulée une série nulle dans le Frank Worrell Trophy, que les Indes occidentales conservent toutefois. Début 1982, cette dernière bat l'Australie en finale de la World Series Cup par 3 victoires à 1. Après une série de test nulle 1-1 contre les Néo-Zélandais et une autre perdue au Pakistan 3-0, l'Australie retrouve l'Angleterre pour les Ashes et réussit à emporter la série 2-1. En 1983, les Australiens rencontrent pour la première fois et battent facilement le Sri Lanka en Test cricket mais perdent 2-0 dans une série de 4 ODI.
La période qui suit est plutôt sombre pour les Australiens. Ils sont d'abord éliminés au premier tour de la Coupe du monde 1983. Après une série de tests victorieuse 2-0 à domicile face aux Pakistanais, à l'issue de laquelle Rod Marsh et Dennis Lillee prennent leur retraite internationale, ils enchaînent les séries perdues ou nulles, principalement en Test cricket. C'est d'abord les Indes occidentales qui les battent successivement dans le Frank Worrell Trophy d'abord 3-0 dans les Caraïbes en 1984 puis 3-1 dans l'hémisphère sud en 1984-1985. Au cours de la première de ces deux séries, le capitaine australien Kim Hughes démissionne de son poste. Les Anglais remportent les Ashes de 1985 3-1 chez eux, puis ce sont les Néo-Zélandais qui remportent successivement deux séries de tests victorieuses 2-1 et 1-0 en 1985-1986, entrecoupées pour les Australiens d'une visite des Indiens pour une série de trois tests qui finit sur le score de 0-0. La série jouée en Inde en été et automne 1986, marquée par le deuxième et dernier à ce jour tied test de l'histoire, se termine sur le même score. La visite des Anglais lors des Ashes de 1986-87 n'est pas plus couronnée de succès : les tenants du titre gardent leur trophée par deux victoires à une et battent les Australiens en finale de la World Series Cup. Durant cette même période, plusieurs internationaux australiens font partie en 1985-86 et 1986-87 de deux tournées rebelles en Afrique du Sud, qui est alors au ban du cricket mondial à cause de son régime d'apartheid. Emmenés par Kim Hughes, ces internationaux, parmi lesquels figurent par exemple Terry Alderman, sont de facto exclus de la sélection australienne. Il faudra attendre trois ans pour que quelques-uns d'entre eux rejouent en équipe d'Australie.

### La reconstruction (1987-1995)

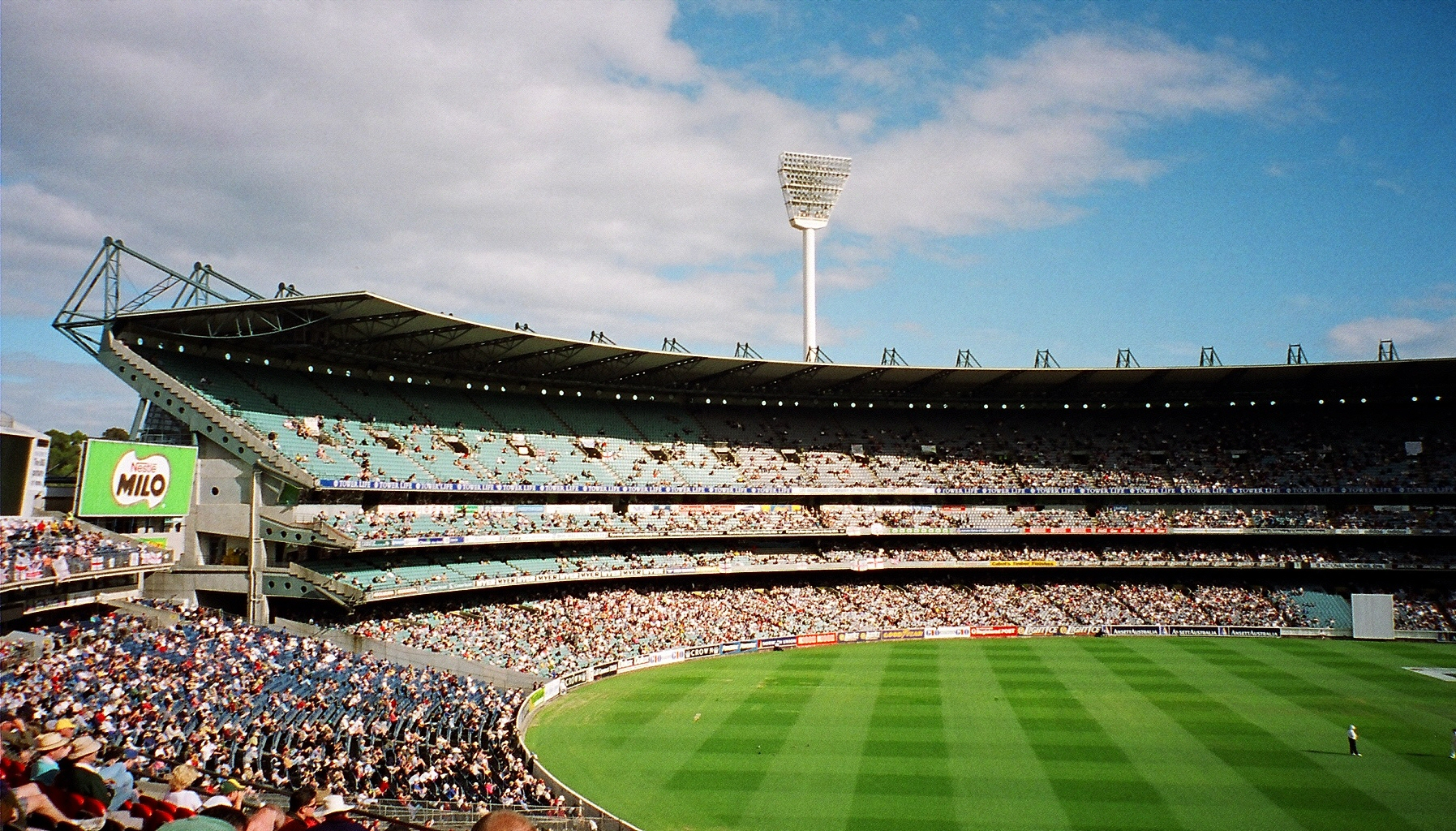
Le MCG durant les Ashes de 1999.

En 1987, la Coupe du monde a lieu pour la première fois hors de l'Angleterre, en Inde. Dès 1986, l'Australian Cricket Board a tenté d'endiguer la mauvaise série de résultats entamée depuis quelques années en nommant Bob Simpson comme entraîneur et en construisant une équipe autour du capitaine Allan Border. Menés par Border, et malgré les mauvaises performances en test cricket, des joueurs comme Steve Waugh, David Boon ou encore Geoff Marsh, qui ont fait leurs débuts internationaux deux ou trois ans auparavant réussissent à battre l'Angleterre en finale de la Coupe du monde 1987 par seulement sept courses, ce qui reste le plus petit écart jamais enregistré en termes de courses en finale d'une Coupe du monde.
L'Australie enlève aussi les Ashes en 1989 et ne cèderont plus le trophée pendant seize ans.

### Une domination quasi continue (1995-2007)
En 1995, les Australiens défient les Indes occidentales dans les Caraïbes. En remportant le Trophée Frank Worrell par deux victoires à une, notamment grâce à Steve Waugh, les hommes de Mark Taylor mettent fin au règne de leurs adversaires sur le cricket mondial. C'est la première fois depuis 1980 que les Indes occidentales perdent une série de test-matchs, et la première fois depuis 1972-1973 pour une série à domicile.
La fin des années 1990 est le début d'une domination très nette de l'Australie sur le cricket mondial. L'équipe remporte ainsi deux Coupes du monde, en 1999 et 2003, après une finale perdue en 1996 contre le Sri Lanka.
C'est après cette défaite que l'Australie annonce des sélections différentes pour les équipes de test et d'ODI, même si de nombreux joueurs performants dans les deux formes de cricket sont encore sélectionnés dans les deux équipes.
La série de victoires en test entamée fin 1999 se poursuit avec dix nouveaux succès consécutifs en 2000 et 2001. L'Australie porte alors à 16 le record de victoires consécutives en test match par une équipe, record qui tient toujours. Sur la même période, les Australiens remportent 25 des 33 ODI qu'ils jouent, pour seulement 6 défaites. Ils remportent au passage, et par deux fois, l'Australian Tri-Series en 1999-2000 contre le Pakistan et l'Inde puis en 2000-2001 contre Zimbabwe et les Indes occidentales, mais échouent en quart de finale de l'ICC KnockOut de 2000.
L'Inde devient la première équipe à battre l'Australie au XXIe siècle en test en remportant à domicile le Border-Gavaskar Trophy 2-1 en février et mars 2001. Malgré ce revers, les australiens conservent les Ashes en battant cette même année leurs rivaux anglais sur leur sol par 4 victoires à 1, avec notamment deux matchs gagnés par plus d'une manche d'écart. Glenn McGrath est désigné « homme de la série » grâce à ses 32 wickets. Ils remportent ensuite la NatWest Series contre l'Angleterre et le Pakistan en gagnant en finale contre ce dernier.

Entre fin 2001 et début 2002, les Australiens disputent et remportent deux séries de trois tests contre l'Afrique du Sud, sur les scores respectifs de 3-0 à domicile et de 2-1 à l'extérieur mais finissent dernier de l'Australian Tri-Series, cette fois-ci contre l'Afrique du Sud et la Nouvelle-Zélande. Elle remporte toutefois une série de sept ODI sur le score de 5-1, contre les Sud-Africains. 

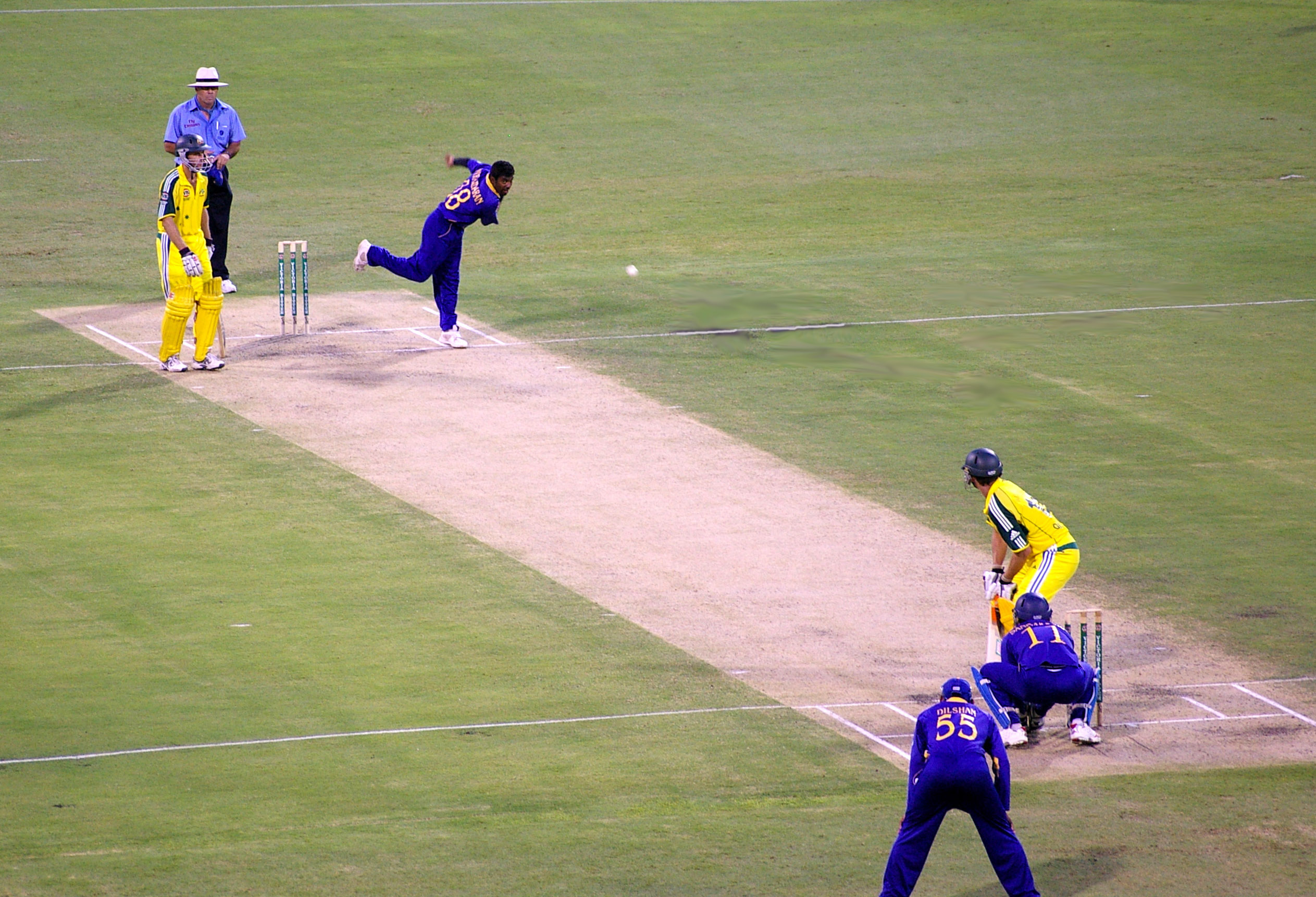
Adam Gilchrist fait face au srilankais Muttiah Muralitharan lors de l'Australian Tri-Series de 2005-06

Après avoir remporté une série de trois tests contre les Pakistanais par 3-0, les Australiens échouent en demi-finale de l'ICC Champions Trophy de 2002 face au Sri Lanka. Ceci ne les empêchera pas, au cours de l'été austral qui suit, de conserver à la fois les Ashes et le Frank Worrell Trophy en battant l'Angleterre et les Indes occidentales respectivement 4-1 et 3-1. Nantis d'une victoire lors de l'Australian Tri-Series en finale face aux anglais, les Australiens partent défendre leur titre de champions du monde lors de la coupe du monde de 2003, organisée par l'Afrique du Sud, le Zimbabwe et le Kenya. Ils y remportent tous leurs matchs. Ricky Ponting s'illustre en particulier en marquant 140 courses dans une finale remportée par 125 courses d'écart face aux Indiens. Contrôlé positif aux diurétiques avant la compétition, Shane Warne est suspendu un an pour dopage par l'Australian Cricket Board.
Les Australiens remportent à nouveau le Frank Worrel Trophy en 2003, accompagné d'une victoire étriquée contre les Indes occidentales 4-3 dans la série d'ODI qui suivit. Des séries contre le Zimbabwe et le Bangladesh sont elles aussi victorieuses. Début 2004, elle remporte à nouveau l'Australian Tri-Series. Entre 2004 et début 2005, l'Australie remporte ses séries de tests successives contre l'Inde, la Nouvelle-Zélande et la Pakistan, et dispute et gagne le 17 février 2005 le premier Twenty20 International de l'histoire du cricket, face aux Black Caps.
L'été passé en Angleterre en 2005 tourne au fiasco. D'abord, les Australiens perdent quatre matchs de divers formats en une semaine, y compris une défaite surprise lors de la NatWest Series contre le Bangladesh : la presse australienne parlera d'humiliation. Mais surtout, l'Australie perd, pour la première fois depuis 18 ans, le trophée des Ashes. Le tournant de la compétition est le deuxième test de la série de cinq, disputé au Edgbaston Cricket Ground : les Anglais, emmenés par Andrew Flintoff et leur capitaine Michael Vaughan, remportent le match par une marge de seulement deux courses dans ce qui est considéré comme l'un des plus beaux tests de l'histoire du cricket. Les 40 wickets pris par Shane Warne au cours de la compétition n'y changeront rien : l'Angleterre célèbre sa victoire 2-1.
L'Australie se remet dans le sens de la marche en remportant ses séries de tests face aux Indes occidentales et au Sri Lanka et l'Australian Tri-Series entre fin 2005 et début 2006, puis une série de deux tests face au Bangladesh. Lors d'un ODI joué le 12 mars 2006 joué face à l'Afrique du Sud, les Australiens marquent le total de courses le plus élevé en ODI (434), mais perdent le match le plus prolifique de l'histoire des ODI après que les Sud-Africains eurent battu ce record d'une scourse. Fin 2006, l'Australie remporte pour la première fois de son histoire l'ICC Champions Trophy au cours de l'édition 2006.

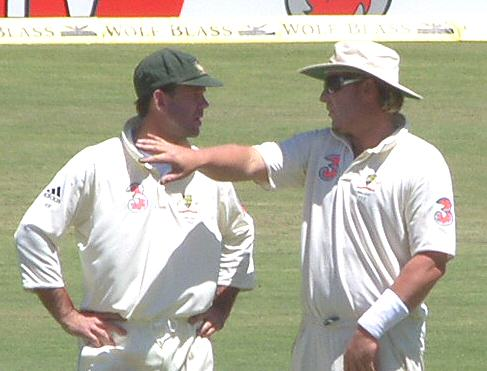
Ponting et Warne face à l'Angleterre en 2006

Les Australiens obtiennent ensuite leur revanche sur l'Angleterre : entre fin 2007 et début 2007, ils remportent leurs cinq tests au cours des Ashes, joués à domicile. C'est seulement la deuxième fois qu'une équipe remporte tous les matchs de la compétition, après la performance similaire réalisée par les australiens en 1920-21. Ricky Ponting est l'« homme de la série », à l'issue de laquelle Shane Warne, qui est au passage devenu le premier joueur à franchir la barre des 700 wickets en Test cricket, Glenn McGrath et Justin Langer notamment se retirent du Test cricket.
La préparation pour la Coupe du monde se passe mal : les Australiens perdent en 2-0 en finale de l'Australian Tri-Series face aux Anglais, puis 3-0 dans le Chappell-Hadlee Trophy, qui l'oppose à la Nouvelle-Zélande, avec notamment deux des trois plus gros scores encaissés par une équipe qui bat en premier, et la première défaite par 10 wickets de leur histoire en ODI. La Coupe du monde de 2007 se déroule néanmoins pour le mieux pour les Australiens : comme en 2003, ils remportent tous leurs matchs et le titre, établissant ainsi une série record de trois victoires finales en Coupe du monde et de 23 matchs gagnés consécutivement. Avec ses 26 wickets, Glenn McGrath, qui se retire de toute forme de cricket, est l'« homme de la compétition », marquée également par les 659 courses de Matthew Hayden.
La série de matchs prévus ensuite au Zimbabwe est annulée le 15 mai 2007 : à la suite de la demande du premier ministre John Howard, les Australiens rejettent l'idée de jouer sur le sol zimbabwéen, pour des raisons politiques. Le gouvernement zimbabwéen accuse les Australiens de racisme et refuse que la tournée soit jouée sur terrain neutre.

### Déclin et nouvelle ère (depuis 2008)

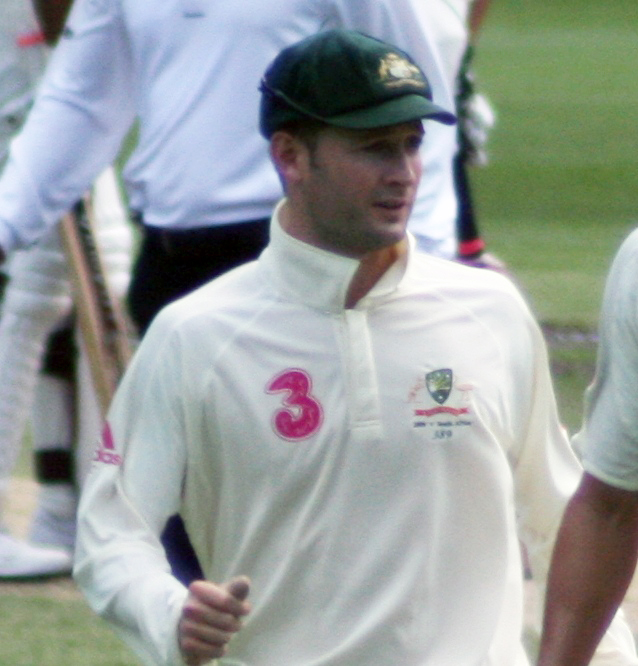
Michael Clarke, capitaine de la sélection en test-matchs à partir de 2011.

Entre début 2007 et début 2009, la plupart des joueurs les plus expérimentés de l'équipe d'Australie prennent leur retraite internationale, notamment Shane Warne, Glenn McGrath, Justin Langer, Matthew Hayden et Adam Gilchrist. Le capitaine, Ricky Ponting, se trouve progressivement à la tête d'une équipe à reconstruire. En octobre 2008, la sélection est défaite lors d'une série de test-matchs pour la première fois depuis les Ashes de 2005. Ils sont battus, en quatre matchs, 2-0 par l'Inde. Durant la saison 2008-2009, les Australiens perdent leur première série de test-matchs à domicile en 16 ans, en s'inclinant par deux victoires à une contre l'Afrique du Sud. Ils prennent toutefois leurs revanche quelques mois plus tard, en Afrique du Sud, en inversant ce score.
Ils perdent les Ashes contre sur le sol anglais en 2009 et, en août de la même année, quittent la place de numéro 1 mondiaux en Test cricket, une première depuis 2003, tombant même à la quatrième place du classement effectué par l'ICC. En mai 2010, ils réussissent à attendre la finale de la troisième édition des championnats du monde de Twenty20, mais échouent contre l'Angleterre. Ces mêmes Anglais les battent à nouveau lors des Ashes en 2010-2011, pour la première fois en Australie depuis 1986-1987, par trois victoires à une.
Au cours de la Coupe du monde 2011, le Pakistan met fin à une série de 34 matchs sans défaites de l'Australie dans la compétition, commencée en 1999. Les Australiens, triple tenants du titre, sont battus en quart-de-finale par l'Inde, future vainqueur de l'épreuve. À l'issue de la compétition, Ricky Ponting démissionne de son rôle de capitaine à la fois en Test cricket et en ODI. Son vice-capitaine Michael Clarke lui succède. La défaite lors des Ashes de 2010-2011 conduit Cricket Australia à commander un rapport sur l'état du cricket en Australie et les solutions à mettre en œuvre pour retrouver le succès. Publié en août 2011, il conduit à une restructuration de l'encadrement technique et du comité de sélection de l'équipe nationale. Entre 2006 et 2011, ce dernier aura offert leur premier match à un grand nombre de joueurs, et n'aura pas réussi à combler le départ de Shane Warne : 12 lanceurs sont essayés pour le remplacer entre 2007 et 2011.

## Compétitions internationales

### Palmarès
- Coupe du monde (5) : 1987, 1999, 2003, 2007 et 2015, finaliste en 1975, 1996.
- Trophée des champions (2) : 2006, 2009.
- Championnats du monde de Twenty20 : finaliste en 2010.
- Championnat du monde de Test : 3ème en 2019-23.

### Bilan

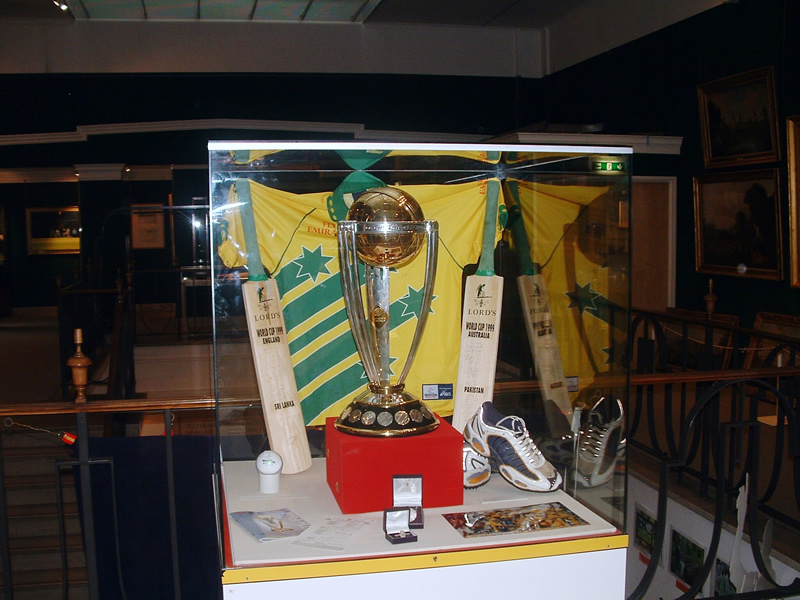
Trophée de la Coupe du monde devant le maillot australien de l'édition 1999.

L'Australie est la seule nation à avoir gagné cinq fois la Coupe du monde de cricket. L'équipe des Indes occidentales et celle d'Inde sont les seules autres à l'avoir plusieurs fois à leur palmarès, deux fois chacune. Les Australiens ont notamment remporté le trophée trois fois consécutivement, en 1999, 2003 et 2007. Entre 1999 et 2011, ils alignent dans la compétition une série de 34 matchs sans défaite, dont 32 victoires.
En tant que membre de plein droit de l'International Cricket Council (ICC), elle est qualifiée d'office pour la Coupe du monde et les Championnats du monde de Twenty20.
| Championnat du Monde de Test | Championnat du Monde de Test | Championnat du Monde de Test |
| Année                        | Position                     |                              |
| ---------------------------- | ---------------------------- | ---------------------------- |
| 2019 - 2021                  | 3/9                          |                              |

| Coupe du Monde de Cricket | Coupe du Monde de Cricket | Coupe du Monde de Cricket |
| Année                     | Tour                      | Position                  |
| ------------------------- | ------------------------- | ------------------------- |
| 1975                      | Finaliste                 | 2/8                       |
| 1979                      | Premier tour              | 6/8                       |
| 1983                      | Premier tour              | 6/8                       |
| 1987                      | Vainqueur                 | 1/8                       |
| 1992                      | Premier tour              | 5/9                       |
| 1996                      | Finaliste                 | 2/12                      |
| 1999                      | Vainqueur                 | 1/12                      |
| 2003                      | Vainqueur                 | 1/14                      |
| 2007                      | Vainqueur                 | 1/16                      |
| 2011                      | Quart de Finaliste        | 6/14                      |
| 2015                      | Vainqueur                 | 1/14                      |
| 2019                      | Demi-finaliste            | 4/10                      |
| Total                     | 5 titres                  |                           |

| ICC World Twenty20 | ICC World Twenty20 | ICC World Twenty20 |
| Année              | Tour               | Position           |
| ------------------ | ------------------ | ------------------ |
| 2007               | Demi-finaliste     | 3/12               |
| 2009               | Premier tour       | 11/12              |
| 2010               | Finaliste          | 2/12               |
| 2012               | Demi-finaliste     | 3/12               |
| 2014               | Deuxième tour      | 8/16               |
| 2016               | Deuxième tour      | 6/16               |
| 2021               | Vainqueur          | 1/16               |
| Total              | 1 titre            |                    |

| Trophée des Champions de l'ICC | Trophée des Champions de l'ICC | Trophée des Champions de l'ICC |
| Année                          | Tour                           | Position                       |
| ------------------------------ | ------------------------------ | ------------------------------ |
| 1998                           | Quart de finaliste             | 8/9                            |
| 2000                           | Quart de finaliste             | 5/11                           |
| 2002                           | Demi-finaliste                 | 4/12                           |
| 2004                           | Demi-finaliste                 | 3/12                           |
| 2006                           | Vainqueur                      | 1/10                           |
| 2009                           | Vainqueur                      | 1/8                            |
| 2013                           | Premier tour                   | 7/8                            |
| 2017                           | Premier tour                   | 7/8                            |
| Total                          | 2 Titres                       |                                |

| Jeux du Commonwealth | Jeux du Commonwealth | Jeux du Commonwealth |
| Année                | Tour                 | Position             |
| -------------------- | -------------------- | -------------------- |
| 1998                 | Finaliste            | 2/16                 |
| Total                | 0 Titres             |                      |

### Séries particulières
L'Australie dispute, en particulier, les séries suivantes :
- Les Ashes, nom donné à la série de test-matchs organisée en moyenne de manière biennale contre l'équipe d'Angleterre.
- Le Trophée Frank Worrell, série de test-matchs disputée contre les Indes occidentales.
- Le Trophée Border-Gavaskar, série de test-matchs disputée contre l'Inde.
- Le Trophée Trans-Tasman, série de test-matchs disputée contre la Nouvelle-Zélande.
- Le Trophée Warne-Muralidaran, série de test-matchs disputée contre le Sri Lanka.
- Le Trophée Chappell-Hadlee, série d'ODI disputée contre la Nouvelle-Zélande.

## Tenue et symboles de l'équipe d'Australie

### Tenue

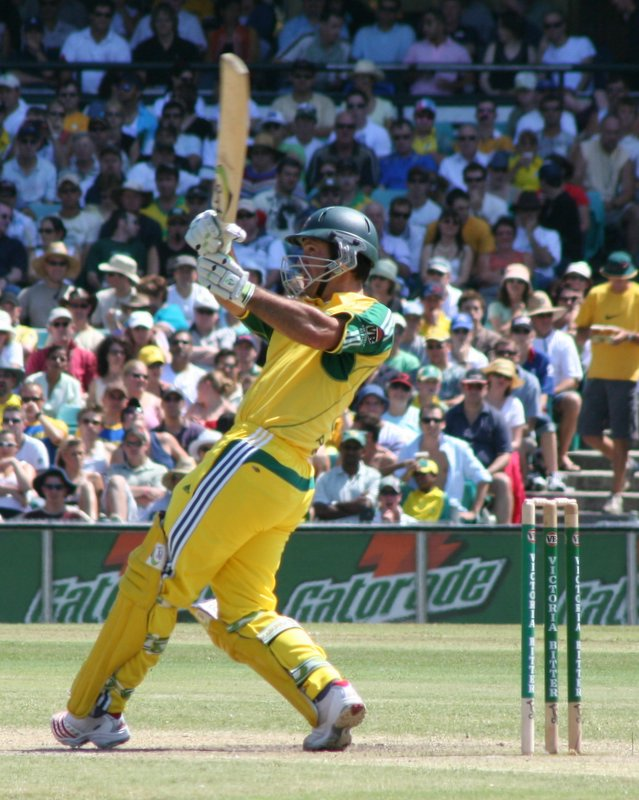
Ricky Ponting sous le maillot australien lors d'un ODI en 2006

En Test cricket, les Australiens portent la tenue blanche traditionnelle et commune à toutes les équipes nationales, et sur laquelle ne figure aucun numéro distinctif. Seul le casque les distingue : il est habituellement de couleur vert foncé pour l'Australie.
En One-day cricket, le blanc a également été de rigueur jusqu'à la fin des années 1980. En 1977, une ligue de cricket officieuse est créé en Australie : la World Series Cricket, qui regroupe des équipes représentant l'Australie, les Indes Occidentales et le reste du monde. La compétition et les joueurs qui y participent sont rejetés par l'Australian Cricket Board et par les instances internationales jusqu'à son arrêt en 1979 et aucun de ses matchs n'est reconnu officiellement, mais elle aura une influence considérable sur le cricket mondial. C'est notamment au cours de celle-ci que les tenues colorées sont introduites pour la première fois. L'équipe composée de joueurs australiens joue en jaune, couleur utilisée habituellement par les équipes nationales australiennes dans les différents sports collectifs.
Lorsque la World Series Cup est officiellement créée en 1979 pour succéder à la World Series Cricket, l'idée d'utiliser des maillots de couleur est reprise. C'est donc à l'occasion du premier match de cette compétition, joué le 27 novembre 1979 au Sydney Cricket Ground contre les Indes occidentales, que l'équipe d'Australie arbore un maillot jaune et vert. Les Australiens utiliseront ces deux couleurs pour tous leurs ODI et selon les saisons, l'une ou l'autre des couleurs prédomine sur le maillot,. Les matchs de coupe du monde firent exception jusqu'en 1992, puisque les maillots colorés n'y furent introduits que cette année-là, lors de l'édition coorganisée par l'Australie et la Nouvelle-Zélande. Actuellement, les maillots australiens sont fournis par Adidas.
Les premiers casques pour les batteurs furent introduits également par la World Series Cricket au cours de la saison 1977-78 et très vite adoptés au cours des matchs officiels.

### Baggy Green

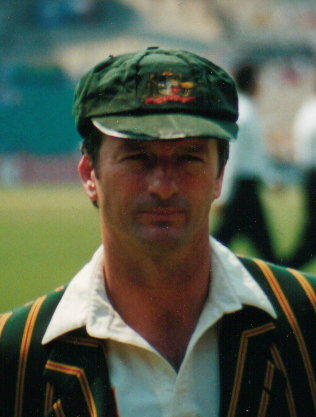
Steve Waugh portant le Baggy Green.

Les cricketers australiens qui ont la chance de jouer au moins un test-match se voient remettre une casquette verte, le Baggy Green, et ce depuis le premier test de l'histoire du cricket, en 1877. Cette casquette a longtemps été un symbole de fierté nationale en Australie.
Le respect pour le baggy green a toujours été élevé, mais il a encore grandi dans les années 1990, grâce aux efforts des capitaines Mark Taylor et Steve Waugh. Ce dernier soutenait l'idée qu'honorer les traditions du cricket était un élément essentiel du succès d'une équipe.
Le baggy green faisait à l'origine partie de l'équipement des joueurs, et une nouvelle casquette était habituellement remise aux joueurs avant chaque tournée. Dans les années 1990 et à l'instigation de Steve Waugh, une pratique officieuse commença à émerger parmi les joueurs : celle de ne jamais remplacer son baggy green. Bien qu'il n'y ait pas de règle quant au remplacement d'une casquette par Cricket Australia, cela n'arrive plus jamais, l'état abîmé du baggy green devenant de facto un symbole d'expérience parmi les joueurs de l'équipe.
Lorsqu'il était capitaine, Taylor instaura une cérémonie d'avant-match durant laquelle un nouveau sélectionné recevait son baggy green des mains d'un joueur de la même spécialité. Cette cérémonie a perduré sous les capitanats de Waugh et actuellement de Ricky Ponting. Une autre tradition instaurée par Taylor et qui perdure également est l'obligation pour tous les joueurs de porter le baggy green durant la première session où l'équipe est au fielding lors de chaque match, symbolisant ainsi leur solidarité. Même Shane Warne, connu pour sa préférence pour le chapeau, observait cette tradition. Par contre, les joueurs australiens portent rarement le baggy green lorsqu'ils battent : le port du casque s'est généralisé.
Certains baggy greens vendus aux enchères ont atteint des sommes impressionnantes : celui porté par Donald Bradman durant sa dernière saison internationale en 1948 a été vendu 425 000 dollars australiens en 2003, et la casquette de Keith Miller pour la saison 1953 est partie pour 35 000 A$. Une autre casquette de Bradman a été cédée 90 000 A$. Des baggy greens de joueurs moins connus s'arrachent pour des sommes avoisinant  10 000 A$.

### Under the Southern Cross I Stand
Under the Southern Cross I Stand, littéralement « Sous la Croix du Sud je me tiens », est le chant de victoire de l'équipe d'Australie. Il est entonné pour la première fois en 1974, après une victoire sur l'équipe d'Angleterre au 'Gabba de Brisbane. Ses paroles en sont les suivantes :
« Under the Southern Cross I Stand
A sprig of wattle in my hand,
A native of my native land,
Australia you fucking beauty. ».

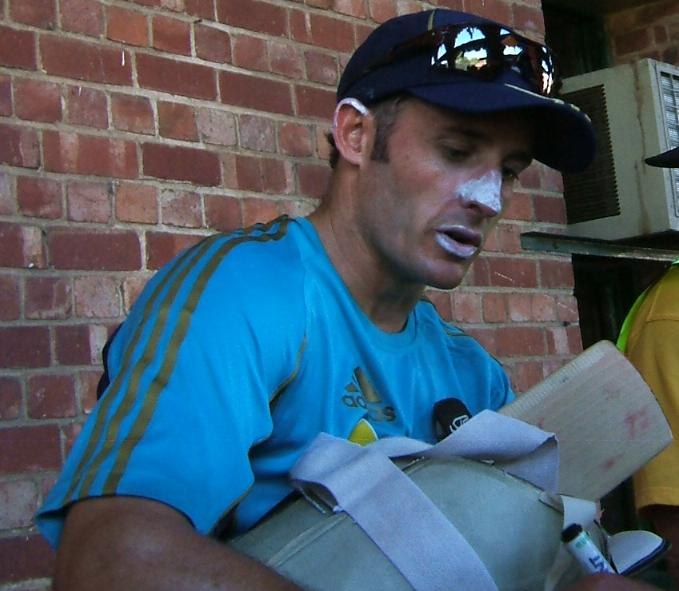
Michael Hussey est chargé de mener l'équipe dans son chant de victoire de 2007 à 2013.

Un joueur est chargé d'entonner la chanson. Lorsqu'il n'est plus en mesure de le faire, il désigne son successeur. Rod Marsh est le premier de ces joueurs, puis suivent Allan Border à la retraite de Marsh, David Boon lorsque Border devient capitaine de la sélection, Ian Healy à la retraite de Boon, Ricky Ponting à la retraite d'Healy, Justin Langer lorsque Ponting devient capitaine, et, en 2007, Michael Hussey lorsque Langer quitte l'équipe. Lorsque Michael Hussey prend sa retraite internationale début 2013, il confie le rôle à Nathan Lyon.

## Stades

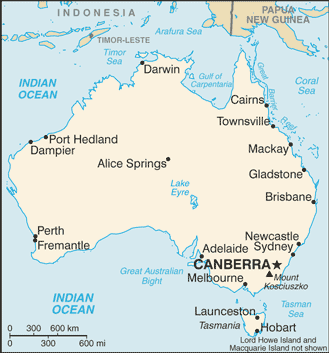
Principales villes australiennes.

À domicile, l'Australie a déjà rencontré ses adversaires dans neuf stades différents. Les six stades des équipes de first-class cricket australiennes sont ceux qui sont utilisés de manière régulière, que ce soit en Test cricket ou en ODI. Ils sont répartis dans chacun des six états australiens.
Le Sydney Cricket Ground de Sydney, l'Adelaide Oval d'Adélaïde et le Melbourne Cricket Ground (MCG) de Melbourne sont utilisés depuis la fin du XIXe siècle. C'est dans ce dernier qu'a été joué le premier test-match de l'histoire du cricket. Depuis 1980, il accueille tous les ans le Boxing Day Test, test-match qui commence le 26 décembre et implique l'Australie et la nation en tournée en Australie durant l'été austral.
Le Brisbane Cricket Ground de Brisbane et le W.A.C.A Ground de Perth ont accueilli leur premier test respectivement en 1931 et 1970. Ces deux stades et les trois précédents accueillent notamment chacun un match des Ashes lorsque cette compétition a lieu en Australie.
Le Bellerive Oval de Hobart est quant à lui utilisé régulièrement depuis qu'il a accueilli son premier ODI en 1988.
Ces six stades ont également accueilli des matchs de la coupe du monde de cricket de 1992, édition que l'Australie coorganisait avec la Nouvelle-Zélande et dont la finale s'est jouée au MCG.

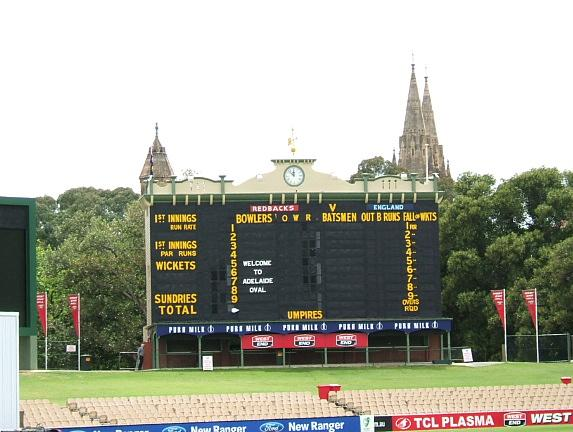
Panneau de score de l'Adelaide Oval
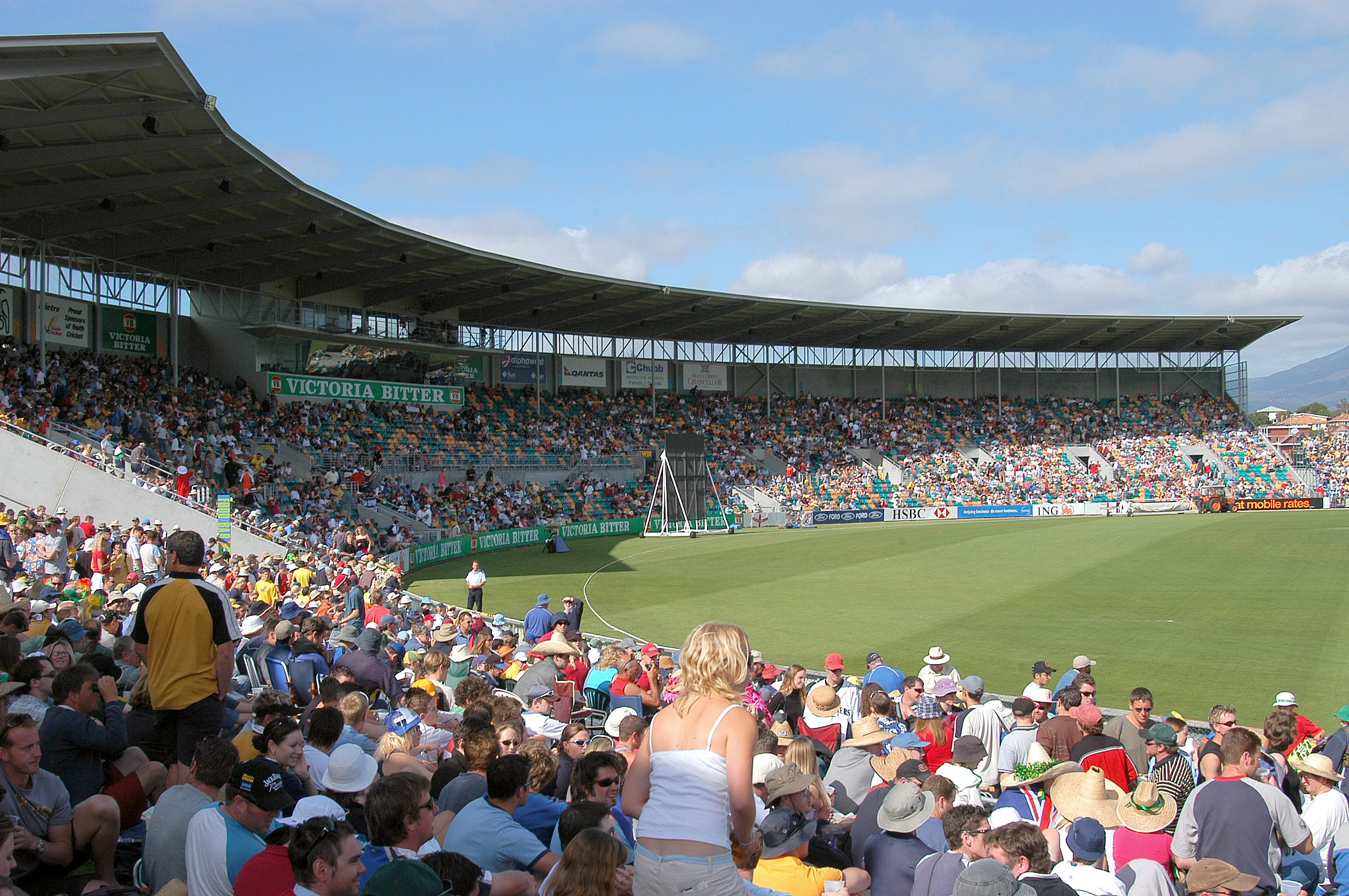
Vue du Bellerive Oval
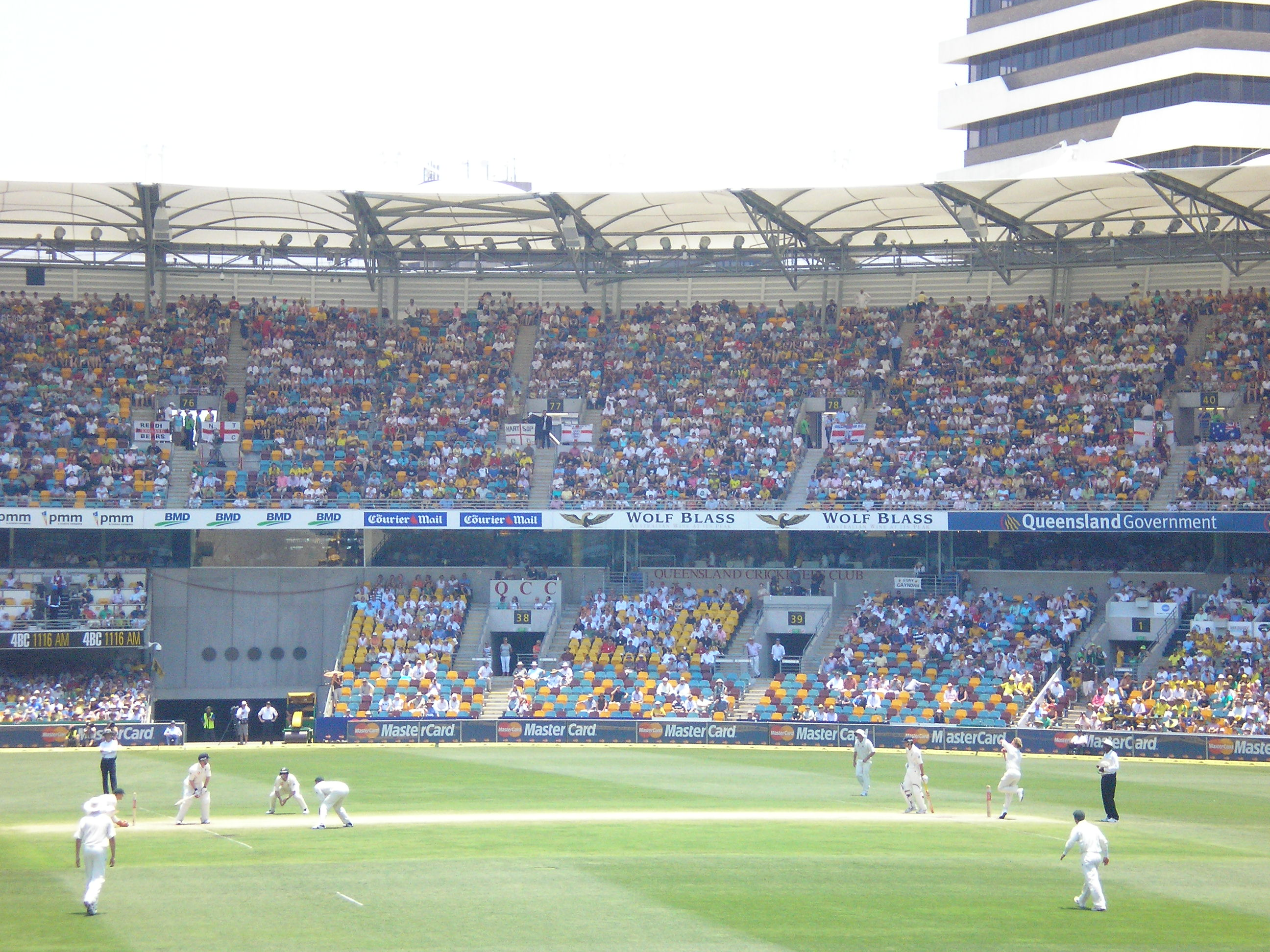
Vue du Brisbane Cricket Ground
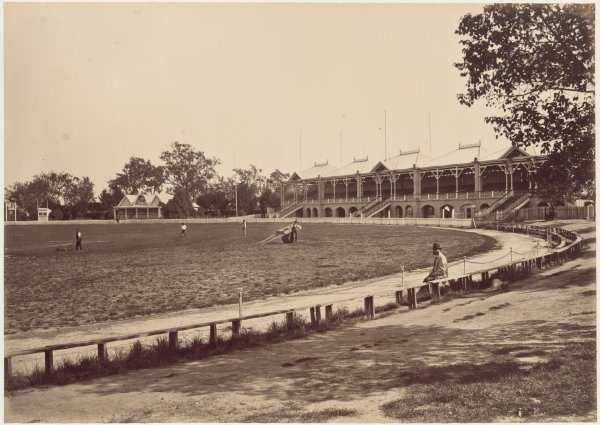
Melbourne Cricket Ground en 1878
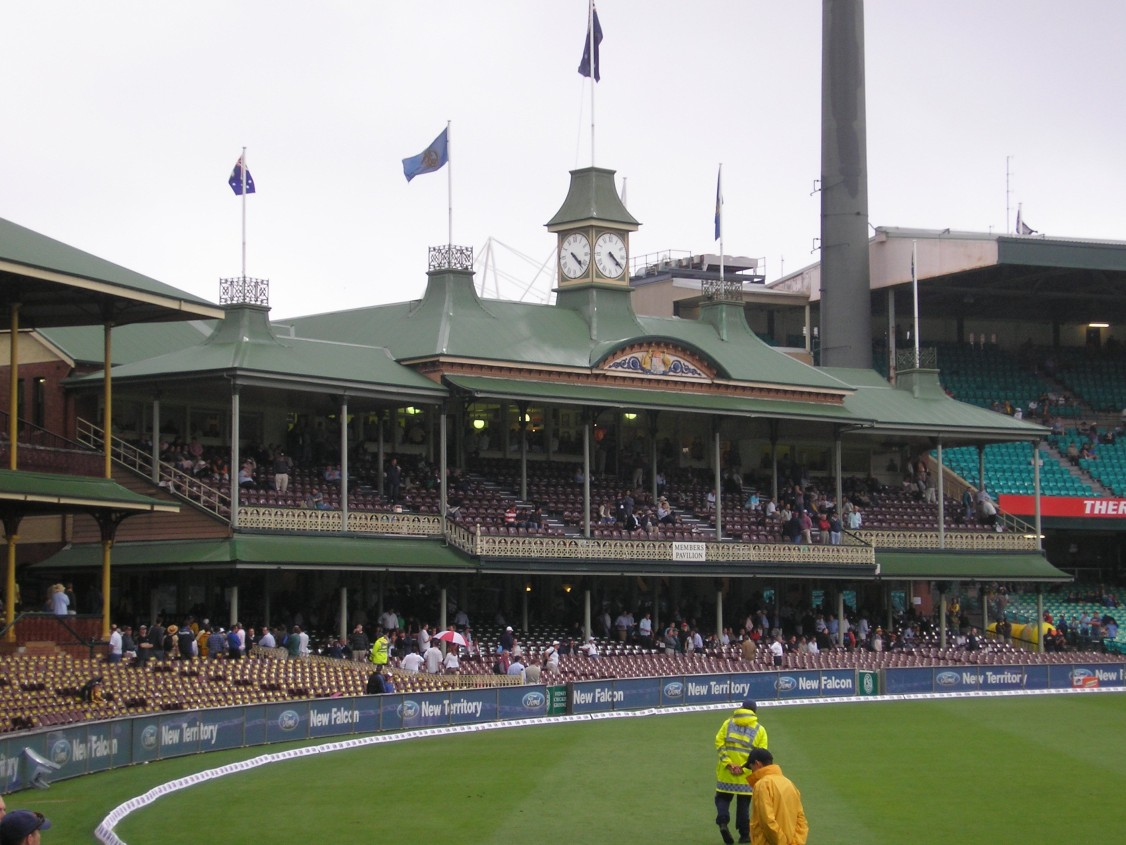
Tribune du Sydney Cricket Ground
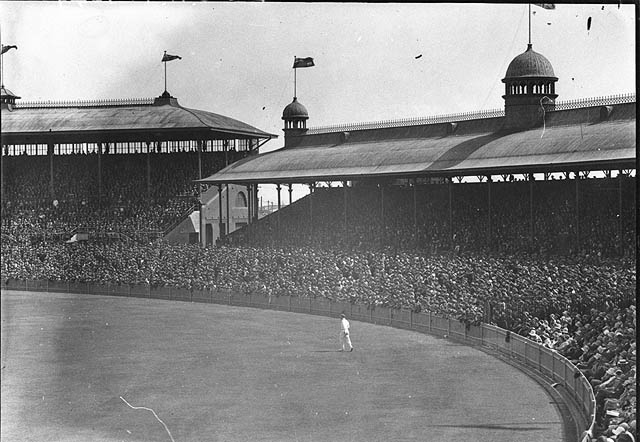
Sydney Cricket Ground en 1930
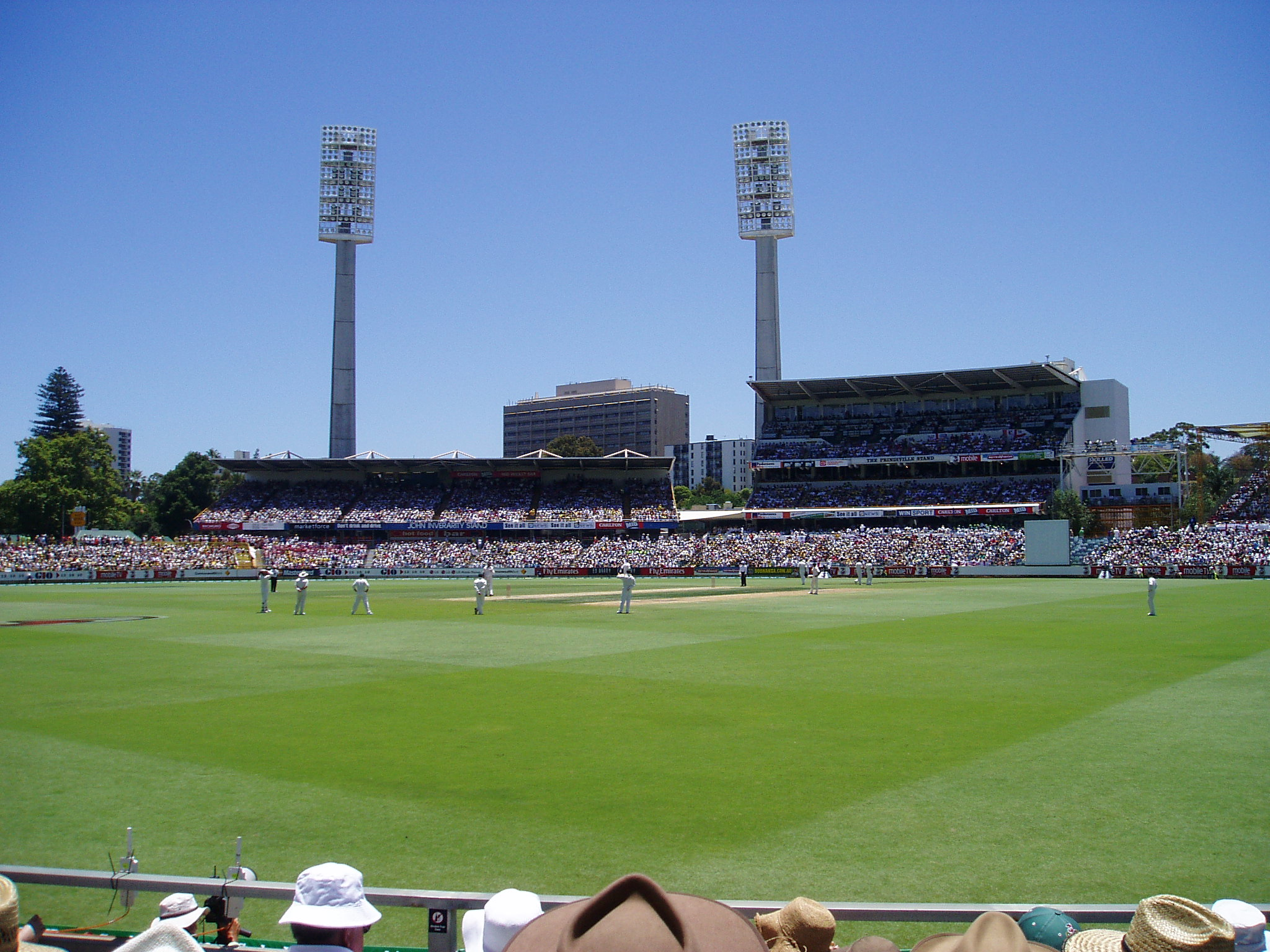
Vue du W.A.C.A Ground

## Internationaux et entraîneurs

### Éligibilité des joueurs

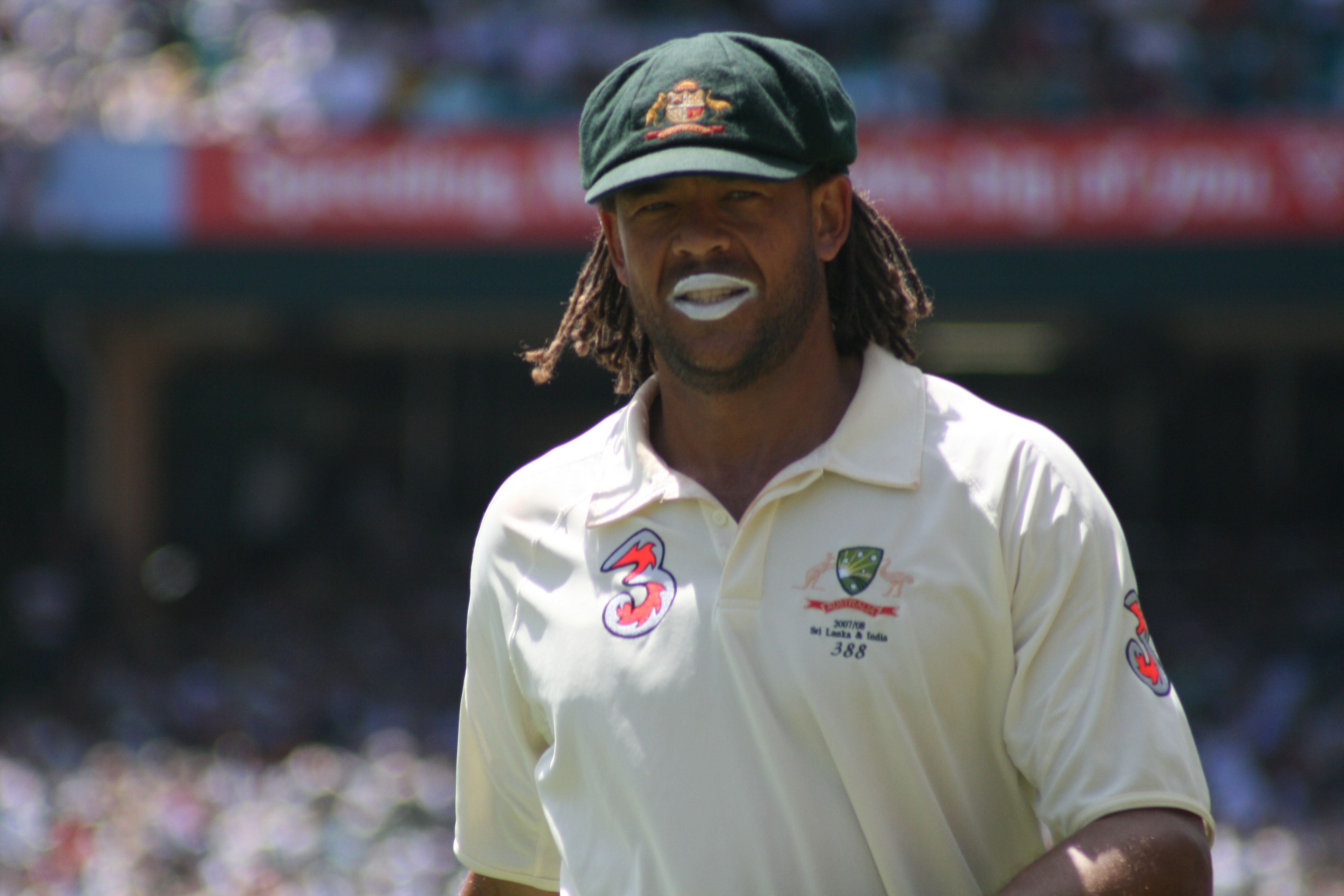
Né en Angleterre de parents caribéens, Andrew Symonds joue pour l'Australie

Tout joueur de nationalité australienne ou né en Australie peut bien sûr être sélectionné en équipe d'Australie. L'International Cricket Council (ICC) permet également à une équipe nationale de faire jouer des étrangers, selon certaines règles établies en 2006. En particulier, un joueur ayant passé au moins 183 jours par an pendant quatre ans en Australie sans être sélectionné par son pays d'origine peut l'être par l'équipe d'Australie. Le joueur doit en outre ne pas avoir joué pour son pays d'origine durant cette même période, à moins qu'il ne s'agisse d'un membre associé ou affilié de l'ICC. Avant 2003, cette règle s'appliquait même à ce type de joueurs.
L'équipe actuelle compte par exemple dans ses rangs Andrew Symonds, né en Angleterre de parents originaires des Indes occidentales. Il a choisi d'endosser le maillot australien et avait refusé de représenter l'Angleterre en attendant sa qualification.

### Équipe actuelle
Chaque année, le comité de sélection de Cricket Australia classe les joueurs australiens en fonction de leurs performances au cours de l'année écoulée et de la probabilité qu'ils soient sélectionnés l'année à venir. Les classés reçoivent alors un contrat de la part de la fédération, qui décide de leur disponibilité en club. Un joueur qui n'a pas ce type de contrat peut toutefois être sélectionné, et même en recevoir un de manière différée s'il l'est régulièrement. La liste des joueurs sous contrat pour la saison 2021 est annoncée en avril 2021.

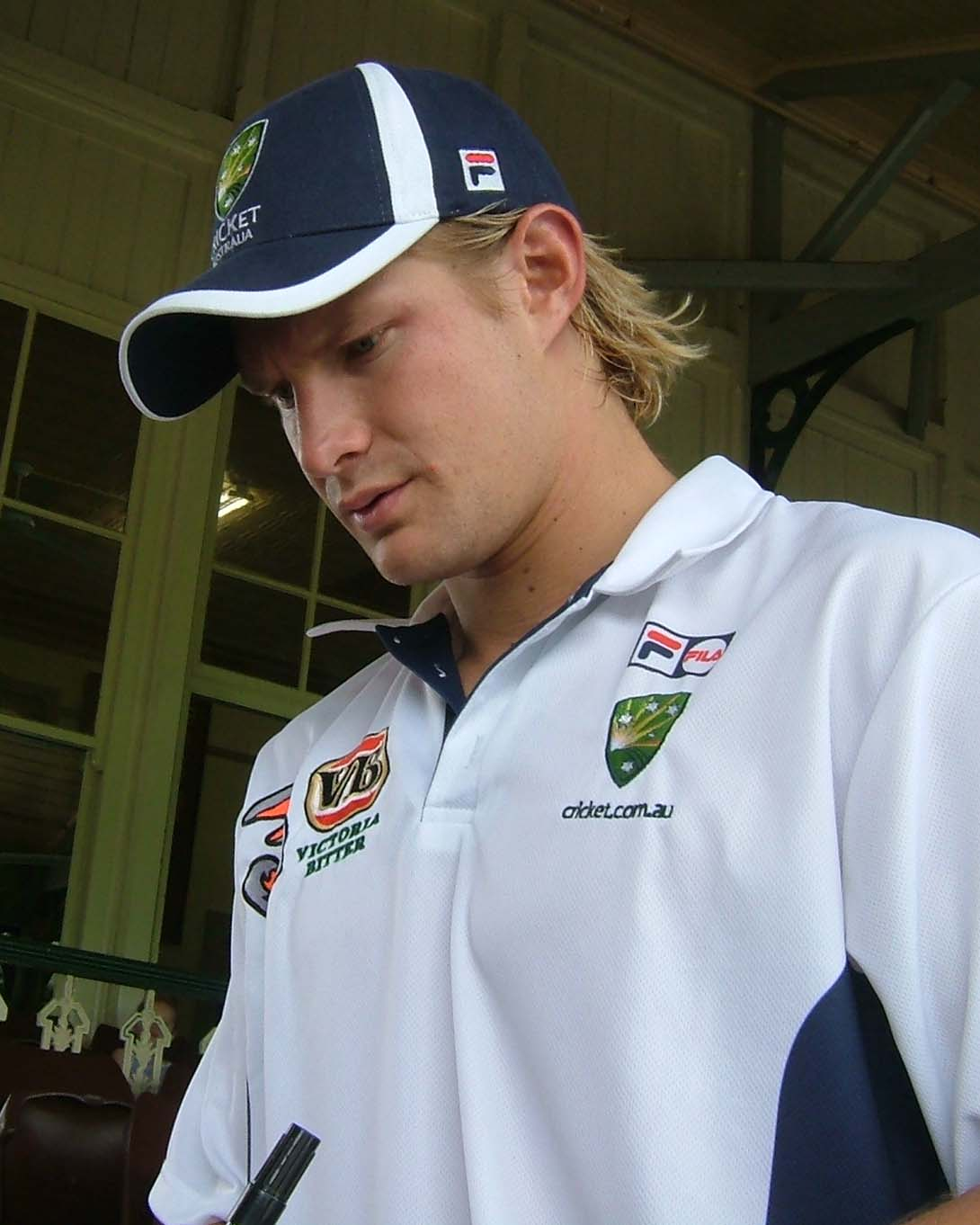
Shane Watson

| Nom                 | Âge      | Équipe australienne    | Formats         | Notes                      |
| Batteurs            | Batteurs | Batteurs               | Batteurs        | Batteurs                   |
| ------------------- | -------- | ---------------------- | --------------- | -------------------------- |
| Aaron Finch         | 38       | Victoria               | ODI, T20I       | Capitaine en ODIs et T20Is |
| David Warner        | 38       | Nouvelle-Galles du Sud | Test, ODI, T20I |                            |
| Steve Smith         | 36       | Nouvelle-Galles du Sud | Test, ODI, T20I |                            |
| All-rounders        |          |                        |                 |                            |
| Ashton Agar         | 31       | Australie-Occidentale  | ODI, T20I       |                            |
| Cameron Green       | 26       | Australie-Occidentale  | Test, ODI       |                            |
| Marnus Labuschagne  | 31       | Queensland             | Test, ODI       |                            |
| Glenn Maxwell       | 36       | Victoria               | ODI, T20I       |                            |
| Gardiens de Guichet |          |                        |                 |                            |
| Alex Carey          | 33       | Australie-Méridionale  | ODI             |                            |
| Tim Paine           | 40       | Tasmanie               | Test            | Capitaine en Tests         |
| Lanceurs (pace)     |          |                        |                 |                            |
| Pat Cummins         | 32       | Nouvelle-Galles du Sud | Test, ODI, T20I | Vice capitaine             |
| Josh Hazlewood      | 34       | Nouvelle-Galles du Sud | Test, ODI, T20I |                            |
| James Pattinson     | 35       | Victoria               | Test            |                            |
| Jhye Richardson     | 28       | Australie-Occidentale  | T20I            |                            |
| Kane Richardson     | 34       | Australie-Méridionale  | ODI, T20I       |                            |
| Mitchell Starc      | 35       | Nouvelle-Galles du Sud | Test, ODI, T20I |                            |
| Lanceurs (spin)     |          |                        |                 |                            |
| Nathan Lyon         | 37       | Nouvelle-Galles du Sud | Test            |                            |
| Adam Zampa          | 33       | Australie-Méridionale  | ODI, T20I       |                            |

### Joueurs emblématiques
Les joueurs australiens qui se sont particulièrement illustrés au cours de leur carrière internationale sont distingués au sein de l'Australian Cricket Hall of Fame, inauguré le 6 décembre 1996 par le premier ministre australien John Howard. Il comprenait à l'origine dix membres inauguraux, et de nouveaux joueurs sont ajoutés chaque année depuis 2000.
Les membres de l'Australian Cricket Hall of Fame intégrés jusqu'en 2008 inclus sont les joueurs suivants (classés par rôle puis par année d'introduction) :
| Batteurs - Donald Bradman - Bill Ponsford - Victor Trumper - Neil Harvey - Allan Border - Arthur Morris - Bill Woodfull - Greg Chappell - Stan McCabe - Ian Chappell - Lindsay Hassett - Clem Hill - Bob Simpson - Steve Waugh | All-rounders - Keith Miller - Warwick Armstrong - Alan Davidson - Monty Noble - Charlie Macartney - Richie Benaud - George Giffen | Fast bowlers - Dennis Lillee - Ray Lindwall - Fred Spofforth | Spin bowlers - Clarrie Grimmett - Bill O'Reilly - Hugh Trumble | Gardiens de guichet - Jack Blackham - Rod Marsh - Ian Healy |

Par ailleurs, Donald Bradman (élu en première position) et Shane Warne (élu en quatrième position) sont parmi les cinq "joueurs du siècle" élus en 2000 par le Wisden Cricketers' Almanack. Bradman est généralement considéré comme le meilleur batteur de l'histoire du cricket.

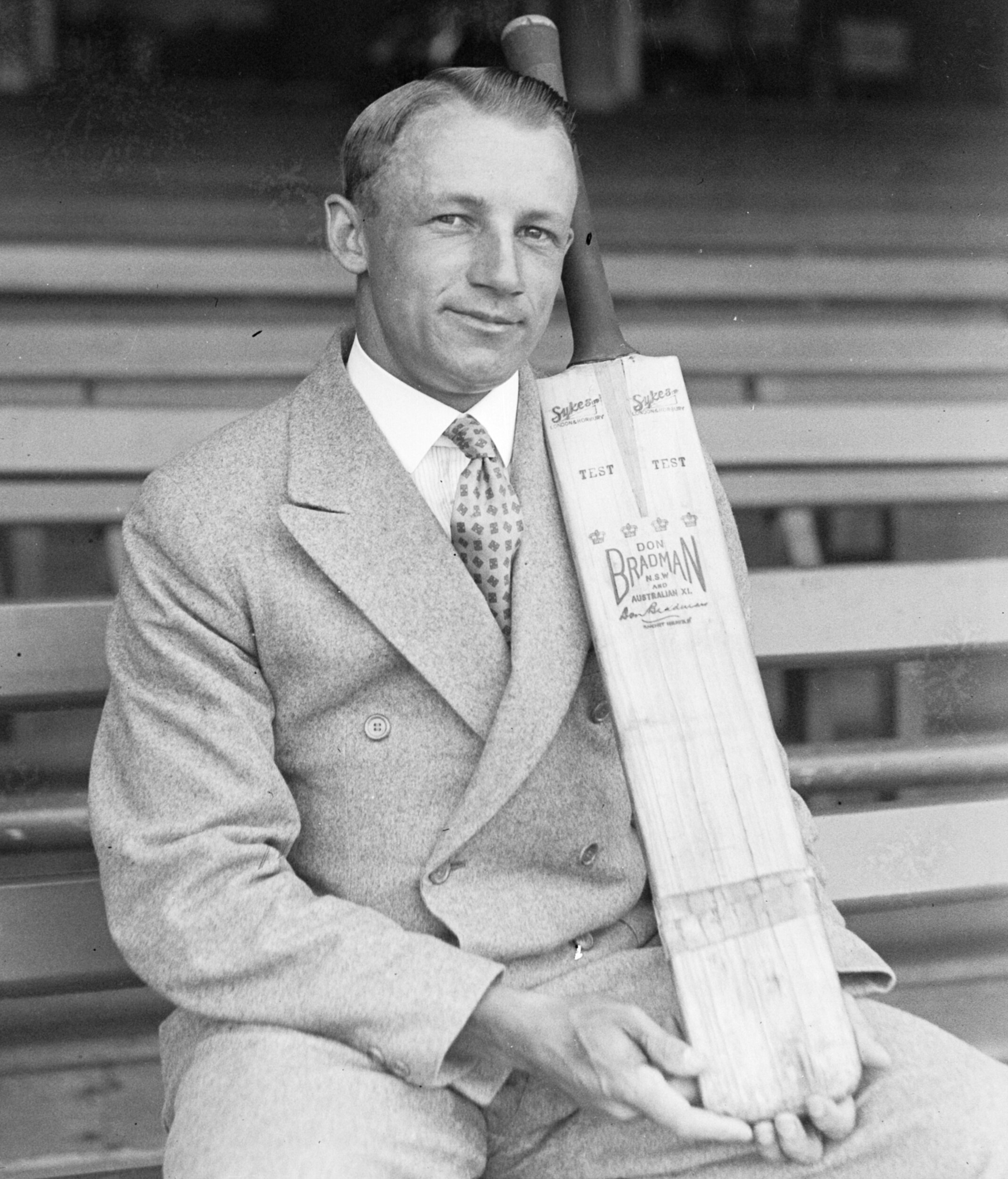
Donald Bradman
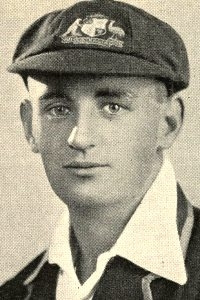
Stan McCabe
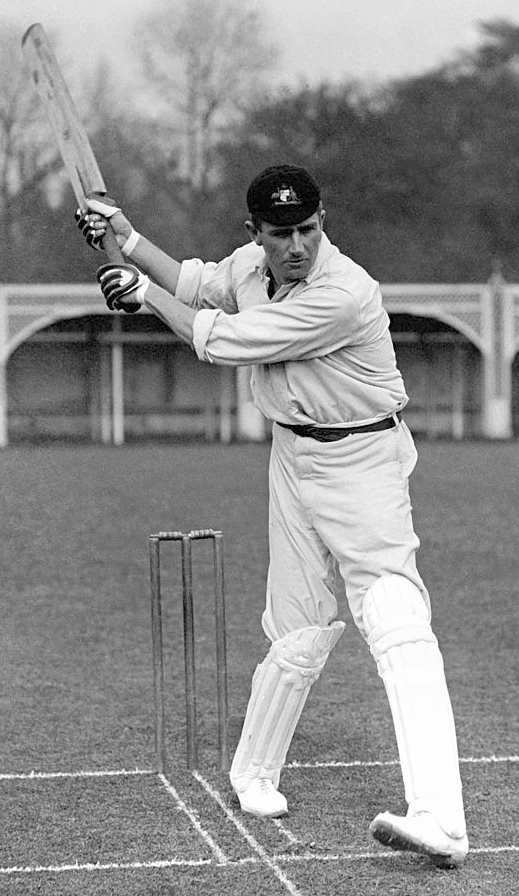
Monty Noble
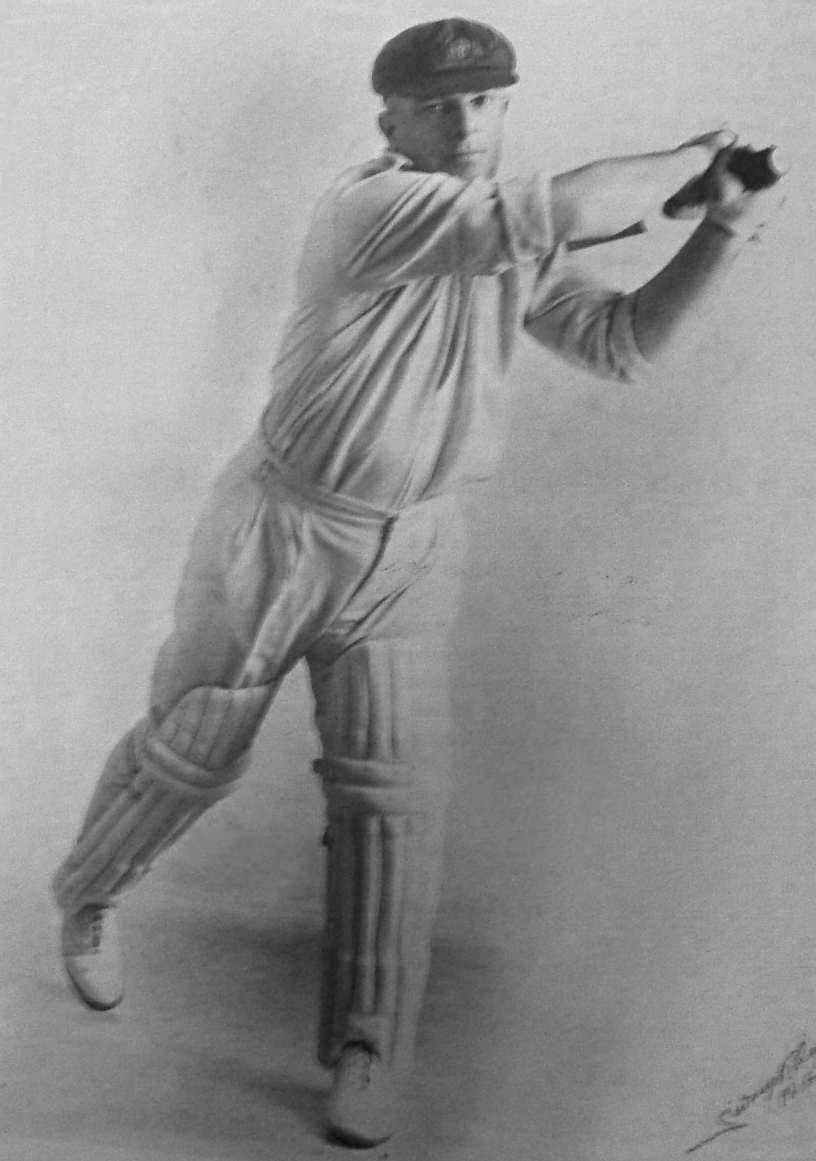
Charlie Macartney
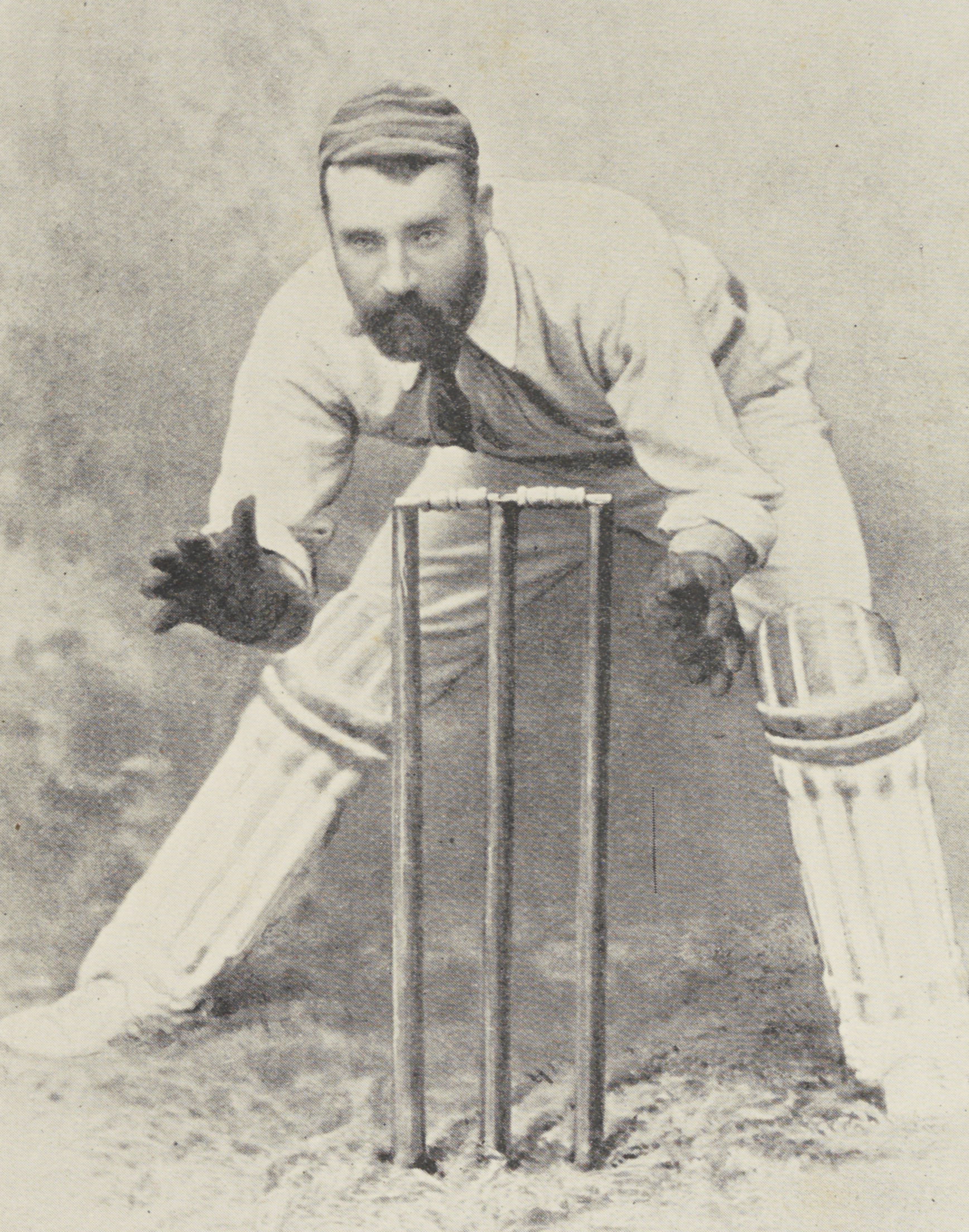
Jack Blackham
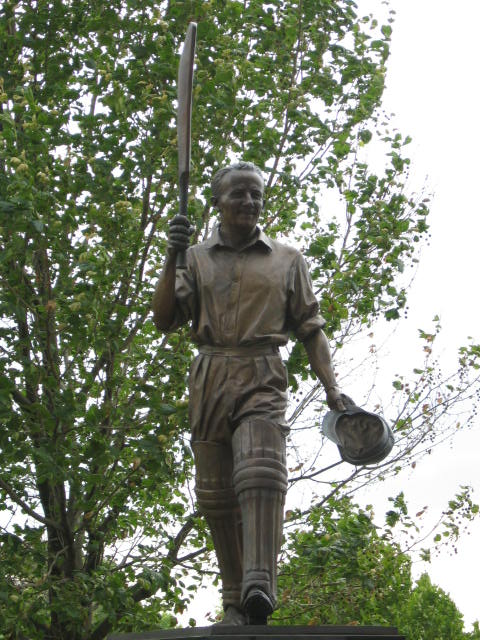
Statue de Bradman au MCG

### Capitaines
| Ordre | Joueur            | Début | Fin      | Matchs |
| ----- | ----------------- | ----- | -------- | ------ |
| 1     | Dave Gregory      |       |          | 3      |
| 2     | Billy Murdoch     |       |          | 16     |
| 3     | Tom Horan         |       |          | 2      |
| 4     | Hugh Massie       |       |          | 1      |
| 5     | Jack Blackham     |       |          | 8      |
| 6     | Tup Scott         |       |          | 3      |
| 7     | Percy McDonnell   |       |          | 6      |
| 8     | George Giffen     |       |          | 4      |
| 9     | Harry Trott       |       |          | 8      |
| 10    | Joe Darling       |       |          | 21     |
| 11    | Hugh Trumble      |       |          | 2      |
| 12    | Monty Noble       |       |          | 15     |
| 13    | Clem Hill         |       |          | 10     |
| 14    | Syd Gregory       |       |          | 6      |
| 15    | Warwick Armstrong |       |          | 10     |
| 16    | Herbie Collins    |       |          | 11     |
| 17    | Warren Bardsley   |       |          | 2      |
| 18    | Jack Ryder        |       |          | 5      |
| 19    | Bill Woodfull     |       |          | 25     |
| 20    | Vic Richardson    |       |          | 5      |
| 21    | Donald Bradman    |       |          | 24     |
| 22    | Bill Brown        |       |          | 1      |
| 23    | Lindsay Hassett   |       |          | 24     |
| 24    | Arthur Morris     |       |          | 2      |
| 25    | Ian Johnson       |       |          | 17     |
| 26    | Ray Lindwall      |       |          | 1      |
| 27    | Ian Craig         |       |          | 5      |
| 28    | Richie Benaud     |       |          | 28     |
| 29    | Neil Harvey       |       |          | 1      |
| 30    | Bob Simpson       |       |          | 39     |
| 31    | Brian Booth       |       |          | 2      |
| 32    | Bill Lawry        |       |          | 25     |
| 33    | Barry Jarman      |       |          | 1      |
| 34    | Ian Chappell      |       |          | 30     |
| 35    | Greg Chappell     |       |          | 48     |
| 36    | Graham Yallop     |       |          | 7      |
| 37    | Kim Hughes        |       |          | 28     |
| 38    | Allan Border      |       |          | 93     |
| 39    | Mark Taylor       |       |          | 50     |
| 40    | Steve Waugh       |       |          | 57     |
| 41    | Adam Gilchrist    |       |          | 6      |
| 42    | Ricky Ponting     | 2004  | 2010     | 74     |
| 43    | Michael Clarke    | 1995  | 2012     |        |
| 44    | Shane Watson      | 2012  |          |        |
| 45    | Steve Smith       | 2010  | 2018     |        |
| 46    | Tim Paine         | 2018  | En cours |        |

### Entraîneurs

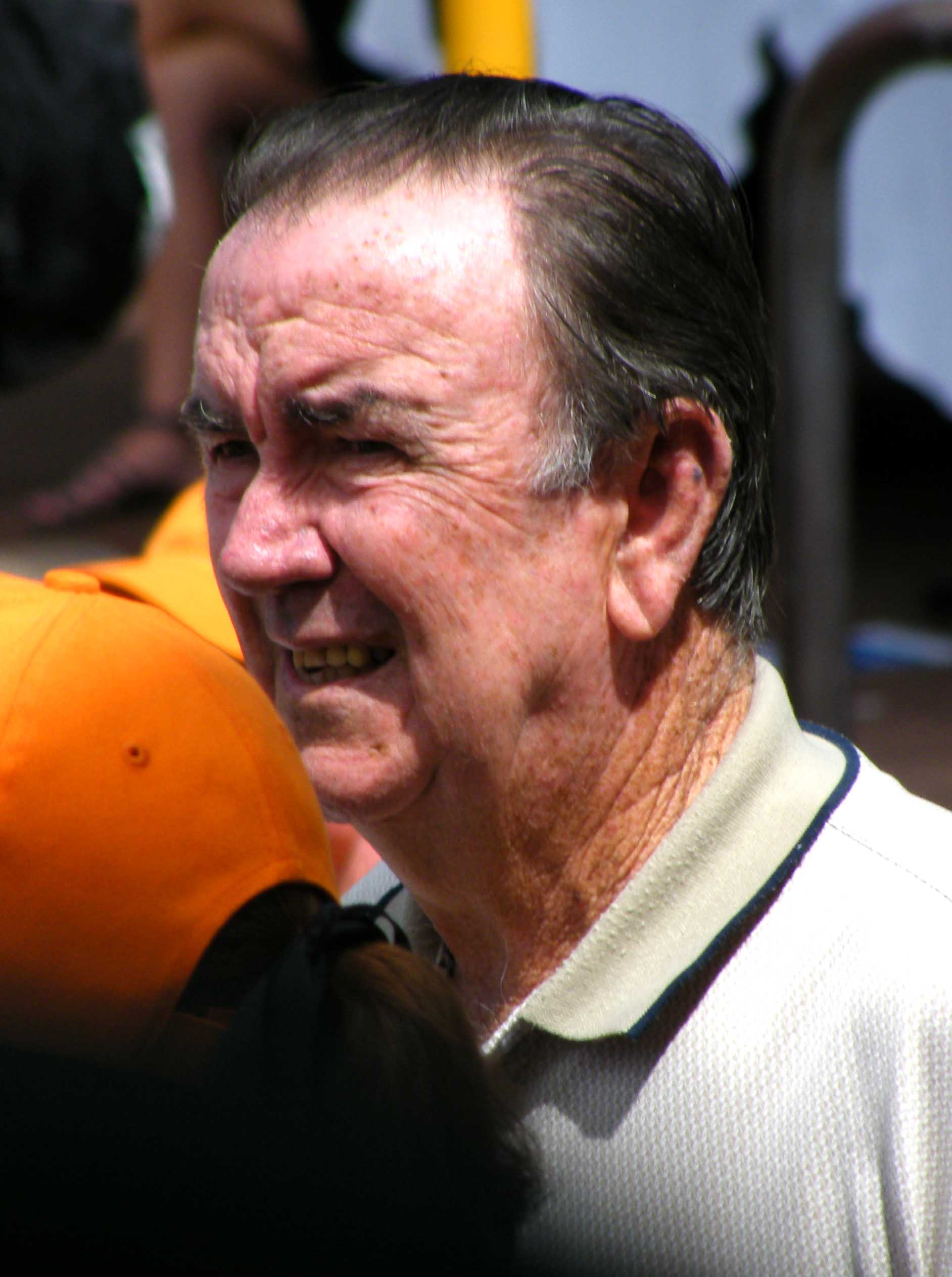
Bob Simpson, photographié ici en 2009, est le premier entraîneur à temps plein de l'équipe d'Australie.

Ancien capitaine de l'équipe d'Australie, Bob Simpson en est le premier entraîneur. Il est nommé en 1986. Il récupère une équipe qui, à l'époque, est très peu performante. Durant les dix ans qu'il passe à la tête de la sélection, les Australiens remportent la Coupe du monde 1987 et reconquièrent les Ashes contre l'équipe d'Angleterre et le Trophée Frank Worrell contre les Indes occidentales, mais échouent au premier tour de la Coupe du monde 1992 et perdent en finale de la édition 1996. Geoff Marsh, lui aussi ancien international, succède à Marsh en 1996. Il remporte notamment la Coupe du monde 1999 et conserve les Ashes durant toute la durée de son contrat.
Les deux entraîneurs suivants n'ont quant à eux jamais été internationaux. John Buchanan prend la tête de l'équipe après la Coupe du monde 1999, et gagne les deux suivantes, en 2003 et 2007. En 2007, c'est Tim Nielsen, ancien joueur de l'équipe d'Australie-Méridionale, qui hérite du poste. Il s'arrête en 2011.
Les entraîneurs successifs ne font pas partie du comité de sélection de l'équipe à partir de 1994, année au cours de laquelle le capitaine, Mark Taylor, considère que Bob Simpson a trop d'influence sur le cricket australien, et ce jusqu'à 2011. Cette année-là, le Sud-Africain Mickey Arthur, ancien entraîneur de l'équipe d'Afrique du Sud et alors à la tête de l'Australie-Occidentale, devient le premier étranger à diriger la sélection australienne. Entraîneur, membre du comité de sélection, il doit également superviser les méthodes d'entraînement dans les différents états. Licencié en 2013, il est remplacé par l'ancien international Darren Lehmann.
| Entraîneur     | Début | Fin  |
| -------------- | ----- | ---- |
| Bob Simpson    | 1986  | 1996 |
| Geoff Marsh    | 1996  | 2001 |
| John Buchanan  | 2001  | 2007 |
| Tim Nielsen    | 2007  | 2011 |
| Mickey Arthur  | 2011  | 2013 |
| Darren Lehmann | 2013  | 2018 |
| Justin Langer  | 2018  |      |

## Statistiques

### Bilan des matchs

#### En test cricket
Le tableau suivant dresse le bilan de tous les matchs joués par l'équipe d'Australie en test-matchs.
L'Australie présente un bilan positif par rapport à toutes les autres nations ayant le statut de test. Les différences importantes entre le nombre de matchs joués par adversaire s'expliquent notamment par le fait que toutes ces nations n'ont pas obtenu le statut de test simultanément (de 1877 pour l'Angleterre à 2000 pour le Bangladesh).
| Adversaire                  | Matchs | Victoires | Draws | Ties | Défaites | Victoires/défaites |
| --------------------------- | ------ | --------- | ----- | ---- | -------- | ------------------ |
| Afrique du Sud              | 77     | 44        | 18    | 0    | 15       | 2,93               |
| Angleterre                  | 316    | 131       | 88    | 0    | 97       | 1,35               |
| Bangladesh                  | 4      | 4         | 0     | 0    | 0        | -                  |
| ICC World XI                | 1      | 1         | 0     | 0    | 0        | -                  |
| Inde                        | 71     | 34        | 21    | 1    | 16       | 2,12               |
| Indes occidentales          | 102    | 48        | 21    | 1    | 32       | 1,50               |
| Nouvelle-Zélande            | 46     | 22        | 17    | 0    | 7        | 3,14               |
| Pakistan                    | 52     | 24        | 17    | 0    | 11       | 2,18               |
| Sri Lanka                   | 20     | 13        | 6     | 0    | 1        | 13,0               |
| Zimbabwe                    | 3      | 3         | 0     | 0    | 0        | -                  |
| Total contre 10 adversaires | 693    | 324       | 188   | 2    | 179      | 1,81               |

#### En One-day International
Le tableau suivant dresse le bilan de tous les matchs joués par l'équipe d'Australie en ODI.
L'Australie présente un bilan positif par rapport à toutes les nations qu'elle a rencontré.
Après l'ODI du 6 septembre 2008 contre le Bangladesh.
| Adversaire                  | Matchs | Victoires | Ties | Défaites | Pas de résultat | % de victoires |
| --------------------------- | ------ | --------- | ---- | -------- | --------------- | -------------- |
| Afrique du Sud              | 67     | 36        | 3    | 28       | 0               | 56 %           |
| Angleterre                  | 93     | 52        | 2    | 37       | 2               | 58 %           |
| Bangladesh                  | 16     | 15        | 0    | 1        | 0               | 94 %           |
| Canada                      | 1      | 1         | 0    | 0        | 0               | 100 %          |
| Écosse                      | 2      | 2         | 0    | 0        | 0               | 100 %          |
| États-Unis                  | 1      | 1         | 0    | 0        | 0               | 100 %          |
| ICC World XI                | 3      | 3         | 0    | 0        | 0               | 100 %          |
| Inde                        | 96     | 57        | 0    | 32       | 7               | 64 %           |
| Indes occidentales          | 119    | 58        | 2    | 57       | 2               | 50 %           |
| Irlande                     | 1      | 1         | 0    | 0        | 0               | 100 %          |
| Kenya                       | 4      | 4         | 0    | 0        | 0               | 100 %          |
| Namibie                     | 1      | 1         | 0    | 0        | 0               | 100 %          |
| Nouvelle-Zélande            | 112    | 78        | 0    | 30       | 4               | 72 %           |
| Pakistan                    | 74     | 43        | 1    | 27       | 3               | 61 %           |
| Pays-Bas                    | 2      | 2         | 0    | 0        | 0               | 100 %          |
| Sri Lanka                   | 68     | 46        | 2    | 20       | 2               | 70 %           |
| Zimbabwe                    | 27     | 25        | 0    | 1        | 1               | 96 %           |
| Total contre 17 adversaires | 687    | 425       | 8    | 233      | 21              | 64 %           |

#### Bilan des matchs de Twenty20
Le tableau suivant dresse le bilan de tous les matchs joués par l'équipe d'Australie en Twenty20 International.
Le Twenty20 étant une forme de cricket qui n'est pratiquée au niveau international que depuis 2005, l'Australie n'a pas encore joué beaucoup de ce type de match.
Après le Twenty20 International du 1er février 2008 contre l'Inde.
| Adversaire                 | Matchs | Victoires | Ties | Défaites | % de victoires |
| -------------------------- | ------ | --------- | ---- | -------- | -------------- |
| Afrique du Sud             | 2      | 1         | 0    | 1        | 50 %           |
| Angleterre                 | 3      | 2         | 0    | 1        | 67 %           |
| Bangladesh                 | 1      | 1         | 0    | 0        | 100 %          |
| Inde                       | 3      | 1         | 0    | 2        | 33 %           |
| Nouvelle-Zélande           | 2      | 2         | 0    | 0        | 100 %          |
| Pakistan                   | 1      | 0         | 0    | 1        | 0 %            |
| Sri Lanka                  | 1      | 1         | 0    | 0        | 100 %          |
| Zimbabwe                   | 1      | 0         | 0    | 1        | 0 %            |
| Total contre 8 adversaires | 14     | 8         | 0    | 6        | 57 %           |

### Meilleures performances
|                                                         | Test cricket                                 | One-day International      | Twenty20 International  |
| ------------------------------------------------------- | -------------------------------------------- | -------------------------- | ----------------------- |
| Total de courses marquées en une manche                 | 758/8 dec. 1955, Indes occidentales          | 434/4 2006, Afrique du Sud | 221/5 2005, Angleterre  |
| Total de courses concédées en une manche le plus faible | 36 1902, Afrique du Sud                      | 45 2003, Namibie           | 74 2008, Inde           |
| Victoire par une manche d'écart                         | 1 manche et 360 courses 2002, Afrique du Sud | -                          | -                       |
| Victoire en nombre de courses                           | 562 1934, Angleterre                         | 256 2003, Namibie          | 95 2008, Afrique du Sud |

### Plus mauvaises performances
|                                          | Test cricket                             | One-day International                      | Twenty20 International     |
| ---------------------------------------- | ---------------------------------------- | ------------------------------------------ | -------------------------- |
| Total de courses marquées en une manche  | 36 1902, Angleterre                      | 77 1977, Angleterre 1986, Nouvelle-Zélande | 79 2005, Angleterre        |
| Total de courses concédées en une manche | 903/7 dec. 1938, Angleterre              | 438/9 2006, Afrique du Sud                 | 201/4 2006, Afrique du Sud |
| Défaite par une manche d'écart           | 1 manche et 579 courses 1938, Angleterre | -                                          | -                          |
| Défaite en nombre de courses             | 675 1928, Angleterre                     | 206 1986, Nouvelle-Zélande                 | 100 2005, Angleterre       |

### Records individuels
(février 2013).
Une case de couleur « or » indique un record du monde. Les joueurs encore en activité au niveau international apparaissent en caractères gras.
| Record                                                         | Test cricket           | One-day International  | Twenty20 International |
| Générales                                                      | Générales              | Générales              | Générales              |
| -------------------------------------------------------------- | ---------------------- | ---------------------- | ---------------------- |
| Nombre de matchs joués                                         | Steve Waugh (168)      | Steve Waugh (325)      | Michael Clarke (14)    |
| Matchs en tant que capitaine                                   | Allan Border (93)      | Allan Border (178)     | Ricky Ponting (11)     |
| Batteurs                                                       |                        |                        |                        |
| Nombre de courses marquées                                     | Allan Border (11 174)  | Ricky Ponting (10 594) | Andrew Symonds (337)   |
| Moyenne à la batte Qualification : au moins 20 manches jouées  | Donald Bradman (99,94) | Michael Hussey (58,90) | Peu de matchs joués    |
| Centuries réussis                                              |                        |                        | Aucun                  |
| Lanceurs                                                       |                        |                        |                        |
| Nombre de wickets pris                                         | Shane Warne (708)      | Glenn McGrath (381)    | Stuart Clark (13)      |
| Moyenne au lancer Qualification : au moins 2000 balles lancées | John Ferris (14,25)    | Len Pascoe (20,11)     | Peu de matchs joués    |
| Wicket-keeping                                                 |                        |                        |                        |
| Dismissals                                                     | Ian Healy (395)        | Adam Gilchrist (453)   | Adam Gilchrist (17)    |
| Fielding                                                       |                        |                        |                        |
| Nombre de catches                                              | Mark Waugh (181)       | Allan Border (127)     | Michael Hussey (8)     |

## Aspects socio-économiques

### Couverture médiatique
Les premières retransmissions radiophoniques de test-matchs de l'équipe d'Australie ont lieu au cours de la saison 1924-1925 à l'occasion des rencontres des Ashes disputées au Sydney Cricket Ground. Elles ont lieu sur une station de radio locale de Sydney, 2BL Sydney. Parmi les commentateurs figure l'ancien international Clem Hill. Le premier commentaire lancer par lancer se déroule en décembre 1925 au cours d'une partie entre l'Australie et une sélection du reste de l'Australie, toujours à Sydney et sur la même station. Pour les Ashes de 1930, disputée en Angleterre, les commentateurs radios australiens innovent en créant une technique appelée « synthetic cricket » pour retransmettre les matchs : restés en Australie, ils reçoivent par câble et en temps réel des détails sur le déroulement du match, le relatent comme s'ils se trouvent dans le stade. L'ambiance est simulée grâce à des bruitages de foule,. La BBC réalise la première retransmission télévisée d'un match de cricket, à l'occasion du test-match joué à Lord's, Londres en juin 1938 entre l'Australie et l'Angleterre.
Depuis la fin de la World Series Cricket (WSC), en 1979, les droits télévisés de l'équipe d'Australie, propriété auparavant de l'ABC, sont détenus par Channel Nine pour les matchs à domicile. La question de ces droits avait d'ailleurs été la cause de la création de la WSC par le magnat Kerry Packer. Cricket Australia a annoncé le 11 mai 2005 que le contrat avec Channel Nine, qui devait expirer en 2006, avait été prolongé jusqu'en 2013. Si le montant de ce contrat n'a pas été révélé, le précédent contrat, portant sur la période 1999-2006, rapportait de 25 à 30 millions de dollars australiens par an à Cricket Australia.
Depuis les Ashes de 2006-07, Cricket Australia diffuse également des résumés des matchs internationaux australiens sur son propre site web.

### Popularité du cricket en Australie et conséquences

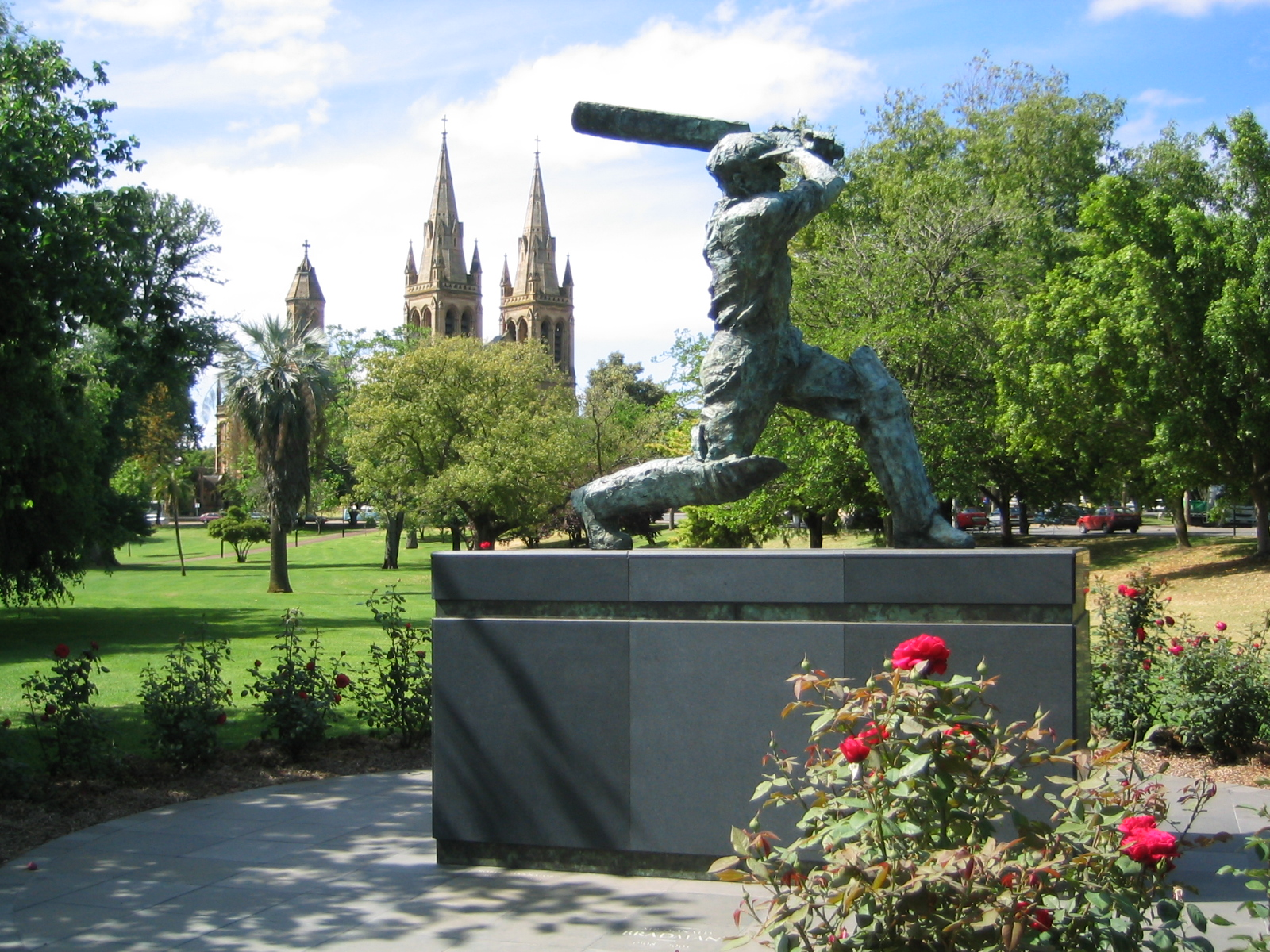
Statue de Bradman près de l'Adelaide Oval

Le cricket est, avec la natation, le football australien, le golf, le football, le rugby à XIII et le rugby à XV, l'un des sports les plus populaires en Australie. Une étude réalisée en 2007 le place en tête des sports qui intéressent le plus les Australiens, devant la natation.
Les joueurs australiens sont reconnus et populaires : Allan Border (1989), Mark Taylor (1999) et Steve Waugh (2004) ont par exemple été élus Australian of the Year (Australien de l'année), tandis que Shane Warne a été élu BBC Sports Personality of the Year Overseas Personality (Personnalité sportive internationale de l'année) par la BBC en 2005.
Certaines chansons australiennes traitent spécifiquement de joueurs australiens, par exemple Bradman composée par Paul Kelly en l'honneur de Donald Bradman. L'humoristique Shane Warne Song de Kevin Bloody Wilson concerne évidemment Shane Warne. La série télévisée Bodyline, avec notamment Hugo Weaving dans le rôle du capitaine anglais Douglas Jardine a été diffusée pour la première fois sur Network Ten en 1984. Elle retrace les événements liés à la série de tests de 1932-33.
Bradman a bien évidemment une place particulière. En 1997, il devient le premier australien à être représenté sur un timbre de son vivant. À son décès, en 2001, une pièce de 20 cents est éditée à son effigie. Il fit partie des quatre nommés à l'occasion de l'élection de l'australien du vingtième siècle (Australian of the Century), avec l'ophtalmologiste Fred Hollows, le champion de natation Dawn Fraser et le chirurgien Victor Chang. Le premier ministre australien John Howard a annoncé que c'est ce dernier qui avait été choisi.

### Affluence dans les stades

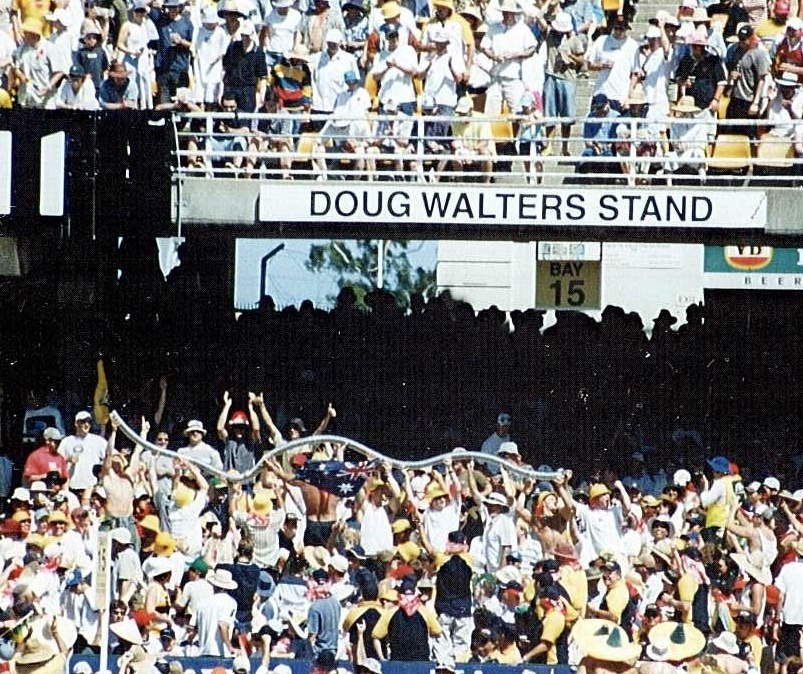
Supporters australiens au Sydney Cricket Ground, janvier 2004.

Pour la saison internationale 2006-07, l'équipe d'Australie a attiré un total de 1,3 million de spectateurs dans les stades.
Avec ses 100 000 places environ, le Melbourne Cricket Ground (MCG) est le stade susceptible d'accueillir le plus de spectateurs. Le 26 décembre 2006, 89 155 personnes ont assisté au premier jour du troisième test des Ashes, l'une des meilleures affluences jamais atteinte.
Affluences records au MCG, pour un match de l'équipe d'Australie, sur une seule journée :
| Affluence | Année | Type de match         | Adversaire         |
| --------- | ----- | --------------------- | ------------------ |
| 90 800    | 1961  | Test                  | Indes occidentales |
| 89 155    | 2006  | Test                  | Angleterre         |
| 87 789    | 1937  | Test                  | Angleterre         |
| 86 133    | 1937  | One-day International | Indes occidentales |
| 85 661    | 1975  | Test                  | Indes occidentales |
| 84 360    | 1983  | One-day International | Angleterre         |

Dans les autres stades utilisés par l'équipe d'Australie de manière régulière, les records d'affluence sont les suivants :
| Stade                   | Affluence | Année | Type de match         | Adversaire     |
| ----------------------- | --------- | ----- | --------------------- | -------------- |
| Sydney Cricket Ground   | 58 446    | 1928  | Test                  | Angleterre     |
| Adelaide Oval           | 50 962    | 1933  | Test                  | Angleterre     |
| Brisbane Cricket Ground | 39 874    | 2006  | One-day International | Afrique du Sud |
| W.A.C.A Ground          | 28 211    | 1994  | One-day International | Afrique du Sud |
| Bellerive Oval          | 16 719    | 2003  | One-day International | Angleterre     |

### Revenus des internationaux australiens
Les internationaux qui sont sous contrat avec la fédération australienne Cricket Australia, les contracted players, sont payés par elle et non pas par des clubs. Les joueurs reçoivent un salaire de base en fonction d'une hierarchie établie par Cricket Australia. Le salaire de base minimum d'un joueur de Test cricket était de 145 000 dollars australiens pour la saison 2005-06 et augmente progressivement pour atteindre les 160 000 A$ en 2008-09. À cela il faut ajouter les primes de match, qui sont actuellement de 12 750 A$ par test joué et d'environ 5 000 A$ par ODI joué. Le salaire de base des meilleurs joueurs peut lui dépasser les 500 000 dollars australiens, ce qui avec les primes de match, permet à certains de dépasser le million de dollars australiens de revenus annuels, pour une moyenne d'environ 500 000 A$.
Les salaires minimaux des contracted players payés par Cricket Australia augmentent chaque année. Les données les plus récentes sont les suivantes,,,,, les salaires donnés étant les salaires de base, auxquels il faut ajouter les primes de matchs, de tournée et les revenus commerciaux :
| Saison  | Salaire annuel minimal | Salaire annuel maximal | Prime par test joué | Prime par ODI joué |
| ------- | ---------------------- | ---------------------- | ------------------- | ------------------ |
| 1999-00 | 65 000 A$              | 220 000 A$             | ? A$                | ? A$               |
| 2000-01 | 80 000 A$              | 315 000 A$             | ? A$                | ? A$               |
| 2001-02 | 95 000 A$              | 405 000 A$             | ? A$                | ? A$               |
| 2002-03 | 110 000 A$             | 440 000 A$             | ? A$                | ? A$               |
| 2003-04 | 125 000 A$             | ? A$                   | 12 100 A$           | 4 850 A$           |
| 2004-05 | 140 000 A$             | ? A$                   | 12 100 A$           | 4 850 A$           |
| 2005-06 | 145 000 A$             | ? A$                   | 12 250 A$           | 4 900 A$           |
| 2006-07 | 150 000 A$             | ? A$                   | 12 250 A$           | 4 900 A$           |
| 2007-08 | 155 000 A$             | ? A$                   | 12 750 A$           | 5 100 A$           |
| 2008-09 | 160 000 A$             | ? A$                   | 12 750 A$           | 5 100 A$           |

Selon Business Review Weekly, sur l'année 2006, sept des internationaux australiens figurent parmi les 50 sportifs australiens les mieux payés, avec un revenu dépassant 1,1 million de A$. Le premier d'entre eux est Adam Gilchrist, à la 28e place du classement avec 2,2 millions de dollars australiens. Shane Warne suit de peu avec 2,1 millions. Ils sont certes loin du golfeur Greg Norman (20 millions d'A$) et du footballeur de Liverpool Harry Kewell (12,5), mais pour comparer avec les autres sports collectifs populaires en Australie, aucun joueur de Rugby à XV, de Rugby à XIII ou de football australien ne figure dans ce classement dominé par les golfeurs et les footballeurs. Ces revenus proviennent en partie des partenaires commerciaux : Gilchrist est par exemple sous contrat avec Audi, Nestlé ou encore Puma.